# 2014年の日本競馬
2014年の日本競馬（2014ねんのにほんけいば）では、2014年（平成26年）の日本競馬界についてまとめる。
2013年の日本競馬 - 2014年の日本競馬 - 2015年の日本競馬

## 概要
日本中央競馬会（JRA）は、2013年10月21日に開催日割と重賞日程を発表。
各地の地方競馬で施行されるダートグレード競走は、2013年12月2日に2014年度（4月-2015年3月）の格付けと日程の概要、3月18日に日程や賞金等の詳細を発表。1月-3月については2013年度分として発表済。

### 払戻率の変更
2012年6月に競馬法が改正され、発売する勝馬投票券の払戻率を「70%以上、農林水産大臣が定める率（80%）以下」の範囲内で、賭式ごとに主催者の裁量で設定することが可能になったことを受け、JRAと各地方競馬主催者が改正競馬法の施行日となる4月1日以降に払戻率を変更すると相次いで発表した。これにより、従来はすべての主催者・賭式で一律（改正前の競馬法で定められた計算式に基く払戻率。概ね74 - 75%）だった払戻率が主催者・賭式ごとに異なるようになるうえ、投票額によって多少の変動が生じていた払戻率も一定の数値で明確化することとなった。
あわせて的中者がいなかった場合の「特払」も取扱が変更され、払戻率が80%の賭式は100円につき80円、左記以外は100円につき70円の特払となった。

#### 地方競馬
ばんえい、岩手（盛岡・水沢）、大井、川崎、船橋、浦和、名古屋、笠松、金沢、高知、佐賀は以下の通り払戻率を変更。
なお、大井は改正競馬法の施行日にまたがる3月30日から4月4日までの開催について、3月31日までは従来通り（改正前の競馬法で定められた計算式に基く払戻率）、4月1日から4日までは経過措置として一律75%とし、新しい払戻率での発売は4月20日の開催以降とした。
- 単勝式・複勝式 - 80%
- 枠複・枠単・馬複・ワイド・馬単 - 75%
- 三連複・三連単 - 72.5%（佐賀の三連複は75%、6月7日より高知の三連単は各開催日最終競走のみ77%[20]）
- 重勝式（5重勝単勝・7重勝単勝・3重勝馬番号2連勝単式） - 70%

ホッカイドウ競馬は4月23日（開幕日）以降（重勝式は8月19日より発売）、以下の通り払戻率を変更。
- 単勝式・複勝式・ワイド - 80%
- 枠複・馬複・馬単 - 75%
- 三連複・三連単・重勝式（3重勝馬番号2連勝単式）[22] - 70%

兵庫（園田・姫路）は、中央競馬と同様の払戻率へ変更（詳細は中央競馬の払戻率を参照）。

#### 中央競馬
JRAは6月7日以降、以下の通り払戻率を変更。
- 単勝式・複勝式 - 80%
- 枠連・馬連・ワイド - 77.5%
- 馬単・三連複 - 75%
- 三連単 - 72.5%
- 重勝式（WIN5） - 70%

### 競走馬から禁止薬物の検出相次ぐ
地方競馬では昨年（2013年）に続き、競走馬から禁止薬物が相次いで検出された。また、本年は中央競馬でも競走馬から禁止薬物の検出が発表されている。いずれもレース後に採取した検体を競走馬理化学研究所が検査して判明したもの。なお、着順の変更がなされている場合でも的中馬券は確定しているため、いずれもそのまま有効となる。

#### 中央競馬
JRAは12月10日、12月7日に行われた中山競馬第6競走で1位に入線した2歳牝馬（美浦・小西一男厩舎）からカフェインが検出されたと発表。当該馬は失格処分となり、それに伴い着順も変更された。更に競馬法に抵触するおそれがあるとして、千葉県警船橋署にも届け出た。
同厩舎の他馬についても検査した結果、別の馬からもカフェインが検出されたため飼料に混ぜている添加物を調べたところ、未開封の添加物からカフェインが検出され、JRAは美浦トレーニングセンター内でこの添加物を使用した厩舎がないか調査を実施した。この飼料添加物は美浦トレーニングセンター内で販売しており、一部の厩舎が使用しているという。なお、栗東トレーニングセンターでは使用している厩舎はほとんどないとしている。
その後、2015年2月18日に発表された裁定委員会の決定事項で、「カフェインは米国で製造している過程で飼料添加物に混合されたものであり、日本国内で第三者などによる関与は認められない」として、小西調教師及び担当調教助手については処分を行わないと同時に、飼料の販売元については今後、当該製造元の製品について販売停止を命じた。

#### 地方競馬
- 4月27日 - 4月18日の名古屋競馬第11競走で1着となった4歳牡馬（角田輝也厩舎）の尿からエフェドリンなどを検出。同厩舎所属の全馬についても検査を実施し、4月28日に出走予定だった5頭は検査結果が間に合わず出走取消とした[28]が、4月29日に出走予定の8頭を優先して検査したところいずれも陰性と判明し、予定通り出走した[29]。4月30日には当該馬を失格及び30日間の出走停止とし、賞金等の諸手当は全額返還させると発表[30]。その後、愛知県競馬組合は2015年2月2日に管理調教師の角田に対する処分を発表、戒告および同日より40日間の賞典停止とした[31]。

- 5月3日 - 4月27日の水沢競馬第4競走で1着となった5歳牡馬（熊谷昇厩舎）の尿からカフェインを検出。同馬は5月4日の盛岡競馬第7競走に出走予定だったが競走除外にしたほか、5月3日の盛岡競馬第11競走に出走予定だった同厩舎所属の3頭も競走除外となった。また、既に出馬投票を終えていた同厩舎の所属馬も検査結果が判明するまで出走させない措置を取った[32]。今回の事態を受け、岩手県競馬組合（以下「組合」と表記）は開催執務委員長名でホームページ上に謝罪のコメントを発表[33]。その後組合は5月6日に、当該馬を30日間の出走停止とし、当該馬を除く同厩舎の所属馬15頭は全て陰性であったと発表[34]。なお、管理調教師の熊谷は昨年7月にも禁止薬物陽性馬を発生させて戒告及び賞典停止40日間の制裁を受けている（2013年の日本競馬#相次ぐ禁止薬物の検出も参照）。

- 12月20日 - 12月13日の高知競馬第1競走で2着となった2歳牝馬（國澤輝幸厩舎）の尿からボルデノンを検出。同馬は当該競走を失格のうえ、当面出走停止。また同厩舎に所属する他の馬についても、12月21日に出走予定だった6頭すべてを競走除外としたほか、同厩舎所属の28頭について全頭検査することとし、この間は出走させない措置をとった[35][36]。全頭検査の結果、他にも3歳と15歳の牝馬2頭からも同じ禁止薬物が検出されたことが明らかとなり、高知県競馬組合から通報を受けた高知県警は12月29日、同厩舎など関係先を家宅捜索した。3頭はいずれも80歳の男性厩務員が担当していたが、組合の聞き取りに対し國澤と厩務員はともに関与を否定している[37]。その後2016年7月15日付で國澤に対し戒告及び開催日50日の賞典停止処分が課された[38]。

### 中央競馬
本年度はJRAの創立60周年にあたり、全国の10競馬場ごとに1競走を対象として「JRA60周年記念」の副題をつけて施行するほか、各種イベントも企画する。また、JRA60周年記念競走では馬連の払戻金に売上の5%相当額を上乗せする。
札幌競馬場ではスタンド等をリニューアルし、2年ぶりに例年通りの日数で開催。函館競馬場も例年通りの開催日数に戻された。また、中山競馬場でスタンド等整備工事を行うため1開催（8日間）を新潟競馬場に振り替えたほか、平年の新潟競馬に割り当てられていた1開催（6日間）も福島競馬場に振り替えて開催。
年初は例年通り1月5日（中山・京都）から始まり、12月28日（中山・阪神）まで開催。祝日や振替休日を含む3日間開催は、前年と同様4節（1月11・12・13日、3月21・22・23日、10月11・12・13日、11月22・23・24日）で実施。
なお、4月1日より消費税率が引き上げられた後も、各競馬場の一般席入場料や指定席料金、駐車場利用料、場外発売施設「ウインズ」に併設のエクセルフロア利用料は現行のまま据え置かれた。

#### 開催成績
競馬場別の開催実績は以下のとおり。
- 札幌競馬場：2回・14日（前年比：+14日）
- 函館競馬場：2回・12日（前年比：-12日）
- 福島競馬場：4回・24日（前年比：+2日）
- 新潟競馬場：3回・28日（前年比：+4日）
- 中山競馬場：4回・33日（前年比：-8日）
- 東京競馬場：5回・46日（前年比：+1日）
- 中京競馬場：4回・24日（前年比：-2日）
- 京都競馬場：5回・47日（前年比：+3日）
- 阪神競馬場：5回・40日（前年比：-2日）
- 小倉競馬場：2回・20日（前年比：増減なし）

年間総売上は2兆4936億2772万9400円（前年比：103.7%）、総入場人員は614万2471人（前年比：100.8%）でともに前年を上回った。
リーディングジョッキーは146勝を挙げた戸崎圭太（美浦）、リーディングトレーナーは54勝を挙げた矢作芳人（栗東）で、ともに初の栄冠となった。

#### 重賞競走の変更点
重賞競走は新設や移設・名称変更など、以下の通り大幅に変更が加えられた。
GI競走
- 朝日杯フューチュリティステークスの施行場を中山競馬場から阪神競馬場（芝1600m）に変更。
- ジャパンカップダートは「チャンピオンズカップ」に改称のうえ、国際招待から国際競走に変更。施行場も阪神競馬場から中京競馬場（ダート1800m）となる。
- スプリンターズステークスは中山競馬場のスタンド等整備工事に伴う開催振替のため、新潟競馬場（芝1200m）で施行。
- 宝塚記念・ジャパンカップ・有馬記念を除く古馬GI競走においてトライアル制を確立し、指定されたGII・GIII競走の1着馬に当該GI競走への優先出走権を付与。
- 有馬記念出走馬の枠順決定方法を出走馬の関係者が希望する枠順を選択するように変更し、あわせてテレビで生中継も実施。

GII・GIII競走等
- ラジオNIKKEI杯2歳ステークス（GIII）は「ホープフルステークス」に改称のうえGIIに格上げ、施行場も阪神競馬場から中山競馬場（芝2000m）に変更。
- いちょうステークス（東京競馬場、新設重賞、2歳、芝1600m）とラジオNIKKEI杯京都2歳ステークス（京都競馬場、GIII、2歳、芝2000m）の2競走を新設。
- アルテミスステークス（重賞）は、GIIIに新規格付。
- セントライト記念（GII）を「朝日杯セントライト記念」に、朝日チャレンジカップ（GIII）を「チャレンジカップ」にそれぞれ名称変更。
- キーンランドカップ（GIII）の負担重量を、賞金別定からグレード別定に変更。
- 京成杯オータムハンデキャップ（GIII）、朝日杯セントライト記念（GII）、産経賞オールカマー（GII）は、中山競馬場から新潟競馬場に振り替えて施行。

#### 上記以外の主な変更点
- 障害競走の編成方針が見直され、2場開催時や主要オープン競走を除き原則として第3場開催での編成を基本とするほか、同日に2競走以上を行う場合も同一場での施行とする[39]。1月18日の中京競馬では第4競走と第5競走に障害戦が組まれ、1991年4月6日の京都競馬以来約23年ぶりに同一場で障害競走が2競走施行された[47]。
- 従来外国の競走へ出走する馬や関係者に交付していた補助金や褒賞金の規定を廃止し、代わってチャンピオンズカップで3着以内となった馬のうち、過去1年間の国内ダートGI・JpnI競走優勝馬を対象に褒賞金を交付。また有馬記念でも従来の褒賞金制度に代わり、ファン投票上位（1位 - 10位）で出走する馬のうち当該年度のGI競走で3着以内がある馬、または平地の重賞競走優勝馬を対象に特別出走奨励金を交付[39]。
- 夏季競馬（第3回東京・第3回阪神）より重賞を除くオープン競走において収得賞金への算入額が見直され、従前（1着本賞金の半額）から下表の通り定額となる[39]。

| 種別 | 条件           | 変更後の算入額 | 備考                      |
| ---- | -------------- | -------------- | ------------------------- |
| 平地 | 2歳            | 800万円        | 九州産馬限定競走は700万円 |
| 平地 | 3歳            | 1000万円       |                           |
| 平地 | 3歳（4歳）以上 | 1200万円       |                           |
| 障害 | 一般競走       | 600万円        |                           |
| 障害 | 特別競走       | 750万円        |                           |

- 6月7日以降の発売日から、「WIN5」の払戻金最高限度額（100円あたり）を6億円に変更[48]。10月12日に行われたWIN5では、最高限度額引き上げ後最高となる2億3253万1180円（的中2票）を記録した[49]。
- 10月11日から京都競馬場で、11月8日からウインズ新横浜で、12月6日から中京競馬場で在席のまま馬券を購入できる指定席「i-Seat」を導入[50]。i-Seatでは、WIN5も購入可能になる。

#### 場外発売の変更点
ウインズ等
- JRAの直営では初となる小規模場外勝馬投票券発売所『ライトウインズ阿見』が新設され、3月29日より営業開始。これに伴い、当日の中山競馬で施行の「春風ステークス」に「ライトウインズ阿見開設記念」の副題を追加[51]。
- 東日本大震災の影響で営業休止していたウインズ新宿が4月26日にリニューアルオープンした。オープン当日の東京競馬第10競走は競走名を「ウインズ新宿リニューアルオープン記念」に変更して施行された[52]。
- ウインズ高崎は6月1日[53]で、ウインズ新橋は12月29日[54]でそれぞれ営業を終了。高崎は2015年から旧高崎競馬場跡地で着工される「群馬県コンベンション施設整備基本計画」によるもの、新橋は施設の老朽化が激しく、これ以上の快適な観戦環境が提供できないため。なお、新橋で実施しているGI競走の金曜前々日発売は、他の施設に移して実施することが検討されている[55]。
- 12月13日から、ウインズ名古屋での発売単位をこれまでの「全式別200円以上100円単位」から「全式別100円単位」に変更。これは改築工事が行われていた「名馬館」（旧・金山側新館）のオープンに伴うもの[56]。

J-PLACE
- 3月29日から大井競馬の場外発売施設「offt伊勢崎」で[57]、3月30日から高知競馬の場外発売施設「パルス藍住」で[58]、4月6日から大井競馬の場外発売施設「オープス中郷」[59]で、4月13日から大井競馬の場外発売施設「offt大郷」[59]で、12月13日から船橋競馬の場外発売施設「f-keiba成田」[60]でそれぞれJRAの勝馬投票券を発売開始。
- J-PLACE金沢は4月6日以降、GI競走施行日のほか中央競馬と金沢競馬の重複開催日にも発売し、発売する競走もGI競走と平地重賞に拡大[61]。
- 10月4日から笠松競馬場と場外発売施設「シアター恵那」で、JRAの勝馬投票券を発売開始[62]。

#### 調教師の新規開業
以下の調教師7名が、3月1日付で新規開業。
美浦
- 奥村武（免許取得：2014年3月1日）
- 武井亮（免許取得：2014年3月1日）

栗東
- 飯田祐史（免許取得：2013年3月1日）
- 石橋守（免許取得：2013年3月1日）
- 森田直行（免許取得：2013年3月1日）
- 高橋康之（免許取得：2012年3月1日）
- 中内田充正（免許取得：2012年3月1日）

#### 騎手に対する制裁
2度目の体重調整失敗で加重制裁
騎手の原田敬伍（栗東）は2月2日の京都競馬第1競走に51kgで騎乗予定だったが、体重調整に失敗したため騎手変更となった。原田は2013年6月8日の阪神競馬でもサウナで熱中症を発症して体重調整に失敗し騎手変更になったことで2日間の騎乗停止処分を受けており、2度目であることを重く見たJRAは原田に対し加重制裁を加算し、2月3日から3月4日まで30日間の騎乗停止処分を科した。
原田は2013年に、騎乗前日の調整ルーム内で携帯電話を使用してツイッターを操作し、外部へ返信していたことでも30日間の騎乗停止処分を受けていた。
その後、原田は騎手免許の取消申請を行い、JRAは4月24日付で騎手免許を取り消した。取消理由についてJRAは「一身上の都合」としている。
また短期免許で騎乗しているリチャード・エノン（オーストラリア・障害）は、4月26日の福島競馬第5競走に60kgで騎乗予定だったが、体重調整に失敗したため60.5kgで騎乗した。エノンは4月12日の福島競馬第4競走でも体重調整に失敗し、脱水症状を起こして騎手変更になった上、4月19日から開催日2日間の騎乗停止の制裁を受けており、JRAは今回の負担重量変更の件を受け、4月27日から5月26日まで30日間（開催日9日）の騎乗停止処分を科した。
騎手にふさわしくない非行
JRAは2月27日、騎手の山崎亮誠（美浦）について「日本中央競馬会競馬施行規程第147条第20号（競馬の公正確保について業務上の注意義務を負う者としてふさわしくない非行のあった者）」を理由として、同日から裁定委員会の議定があるまで騎乗停止にしたと発表。非行の具体的な内容は明らかにされていない。その後、山崎は騎手免許の取消申請を行い、JRAは3月19日付で騎手免許を取り消した。
またJRAは11月12日、騎手の吉田隼人（美浦）が7月30日午後9時頃、札幌市内で知人に対して暴力行為を働き、11月10日に札幌簡易裁判所において罰金刑を受けたことを公表すると同時に「重大な非行があったものと認められる」として、11月12日から裁定委員会の議定があるまで騎乗停止にしたと発表。その後、JRAは11月26日に裁定委員会を開き、「日本中央競馬会競馬施行規程第147条第20号（競馬の公正確保について業務上の注意義務を負う者としてふさわしくない非行のあった者）」を理由として、吉田を11月12日から12月11日まで1ヶ月の騎乗停止処分とした。
ブーツを脱いで騎乗
11月15日の東京競馬第6競走に騎乗したピエールシャルル・ブドー（ フランス）は、直前の予備検量で負担重量（55kg）を100g超過したため、ブーツを脱ぎストッキングだけの状態で騎乗した。この件についてJRAはレース後、「装具の注意義務を怠った」との理由で戒告処分とした。ただし、JRAでは騎手がブーツを履かずに騎乗することを想定していなかったため、規則として明文化はしていない。

#### 元騎手が現役復帰
2月6日、JRAは2014年度新規騎手免許試験の合格者を発表。競馬学校騎手課程の卒業生6名に加え、2011年に騎手を引退し調教助手となっていた柴田未崎も合格した。引退・免許返上した元騎手が中央競馬の騎手免許試験に再合格した例は、2005年の西田雄一郎（1999年に免許返上）に次いで2例目となった。柴田未は3月より、現役に復帰した。
JRAは2013年に調教師・騎手免許試験要領を改訂し、過去にJRAの騎手免許を取得していた厩務員や調教助手に対する試験要領が明文化された。

#### 大雪で東京競馬が4開催日連続中止
東京競馬は平成26年の大雪の影響により、当初予定していた2月8日・9日・15日・16日の開催を中止した。天候を理由とした同一開催での4日間中止は、中央競馬で初のケースとなった。これにより、WIN5の発売も2週続けて中止された。
中止に伴う代替競馬は、それぞれ以下の通り施行された。
- 2月8日の代替 - 特別登録・出馬投票をやり直さず、2月10日に施行。
- 2月9日の代替 - 特別登録・出馬投票をやり直し、2月17日に施行。ただし第4競走は取りやめ、第7競走も施行距離を短縮（芝2000m→芝1800m）し、発走時刻も最大1時間20分繰り下げ[82][83]。
- 2月15日の代替 - 特別登録・出馬投票をやり直さず、2月18日に施行。ただし第8競走の春麗ジャンプステークスを取りやめ、第5競走及び第9競走も施行距離を短縮（ともに芝2000m→芝1800m）し、発走時刻も最大1時間20分繰り下げ[84][85]。
- 2月16日の代替 - 特別登録・出馬投票をやり直し、2月24日に施行。なお、2月22日の東京競馬第4競走に予定していた障害未勝利戦を代替競馬に組み入れ、代わりに代替競馬で予定していた3歳未勝利（牝馬）を2月22日の施行とした[86]。

#### JRAに初の女性役員
日本中央競馬会（JRA）を所管する農林水産省は9月16日付で、シンクロナイズドスイミングのソウルオリンピックメダリストである小谷実可子が日本中央競馬会の監事（非常勤）に就任する辞令を交付した。JRAの役員に女性が就任するのは、発足以来初めてとなった。

#### ゲタウイルス陽性馬が発生
JRAは10月9日、蚊を媒介して感染する「ゲタウイルス」に所属馬17頭（美浦16頭、栗東1頭）が感染していたと発表。JRAによると「感染馬の大半がワクチン接種が完了していなかった2歳馬で、発症後数日で回復していること、馬同士による直接感染もないことから競馬開催への影響はないとみられる」としており、今後はワクチン接種の継続と感染源である蚊の駆除を随時行うとしている。

### 地方競馬
地方競馬全国協会が公表した平成26年度の地方競馬開催成績によると、全国の売得金（売上）総額は3879億639万5590円（前年度比：109.2%）で3年連続の増加となり、本年度は金沢を除くすべての主催者で前年度実績を上回った。一方、各競馬場を合わせた総入場人員は321万8805人（前年度比：98.9%）で前年度を下回った。
1月 - 3月は「平成25年度」、4月 - 2015年3月は「平成26年度」の開催内容について記述している。また、本年度よりトリプル馬単（後述）を発売開始した主催者では、売得金が10円単位での発表となった。
3月15日は地方競馬共同トータリゼータシステムのメンテナンスを行ったため、全ての地方競馬が休催。これに伴い、同日はJ-PLACEを含む一切の発売・払戻業務も休止となった。

#### 楽天競馬の投票システム変更
地方競馬のインターネット投票「楽天競馬」を運営する競馬モールは3月12日、投票システムに南関東公営競馬の「SPAT4」システムを採用すると発表し、3月16日より運用を開始した。これにより、SPAT4加入者もばんえい競馬を含む全競馬場の勝馬投票券が購入可能になった。
このほか、従来は発走予定時刻の4分前となっていた南関東公営競馬（大井・川崎・船橋・浦和）の投票締切時刻も、3月17日より発走予定時刻の2分前に変更された。これにより、全ての競馬場で投票締切時刻が統一された。

#### 重勝式の払戻上限額引き上げ
オッズパークは3月28日、重勝式投票法「オッズパークLOTO（5重勝単勝・7重勝単勝）」における払戻金最高限度額（100円あたり）を4月1日より、従来の2億円から6億円に引き上げた。

#### 日本国外の免許を有する日本人騎手に対する短期騎手免許交付
地方競馬全国協会は以下の通り、日本国外の騎手免許を有する騎手に短期騎手免許を交付した。
- 3月26日 - 賀谷祥平（ オーストラリア、4月1日 - 6月30日）[95]※期間中は高知所属
- 5月13日 - 西谷泰宏（ オーストラリア、5月16日 - 8月15日）[96]※期間中は岩手所属

#### 女性騎手による海外遠征
高知競馬所属騎手の別府真衣が5月11日、 ドイツのホッペガルテン競馬場で行われた「レディースワールドチャンピオンシップ」第7戦に出場（結果は6頭中3着）。地方競馬所属の女性騎手がヨーロッパで騎乗したのは史上初となった。
また、佐賀競馬所属騎手の岩永千明も、5月31日に イギリスのニューベリー競馬場で行われた「レディースワールドチャンピオンシップ」第8戦に出場（結果は12頭中11着）。なお、岩永は11月9日に アラブ首長国連邦・アブダビ競馬場で行われた「レディースワールドチャンピオンシップ ファイナル」にも出場した（結果は13頭中12着）。

#### トリプル馬単の導入
新たな重勝式勝馬投票法として、「トリプル馬単（三重勝馬番号二連勝単式勝馬投票法）」が一部の地方競馬主催者で導入された。
大井・船橋・浦和で6月1日から発売開始したのを皮切りに、川崎が8月18日から、ホッカイドウ競馬が8月19日よりそれぞれ発売を開始した。
トリプル馬単は、「各開催日の最終競走からさかのぼる3競走」の1・2着馬を着順通りにすべて的中させる勝馬投票法。インターネット投票「SPAT4」でのみ購入可能で、購入最低金額は50円（以降10円単位）。払戻金の上限額は最高3億円（50円あたり）となっている。的中者がいない場合の払戻金や、的中者がいた場合でも払戻金が3億円（50円あたり）を上回る場合の残額は、当該主催者ごとに繰り越される（キャリーオーバー）。なお、ホッカイドウ競馬のトリプル馬単は2014年度の開催最終日（11月13日）に的中者がいなかったため、翌年の開催初日まで繰り越しとなった。
7月28日に行われた大井競馬のトリプル馬単では、地方競馬史上最高配当額となる4045万3880円を記録した。

#### 帯広市（ばんえい競馬）
開催日数：153日（前年度比：増減なし）
売得金総額は132億1349万6700円（前年度比：113.4%）、総入場人員は27万8263人（前年度比：103.6%）でともに前年を上回った。
リーディングジョッキーは177勝を挙げた鈴木恵介、リーディングトレーナーは133勝を挙げた西弘美がそれぞれ獲得。
ナイター開催は開幕日から12月22日まで110日（前年度比：15日増）、薄暮開催は30日実施。重賞競走は25競走（前年度比：増減なし）を施行。

##### その他の変更点
- 馬主や騎手への報償費を増額[110]。
- 第15回開催（10月25日）より、9頭以下の競走でコースの使用方法を以下の通り変更[111]。
  - 開催日が奇数日（1日目・3日目・5日目）：奇数レースは内詰め（1コースから順に枠入れ）、偶数レースは外詰め（最外枠の馬が10コースとなるように枠入れ）
  - 開催日が偶数日（2日目・4日目・6日目）：奇数レースは外詰め、偶数レースは内詰め

#### 北海道（ホッカイドウ競馬）
開催日数：80日（前年度比：1日増）
売得金総額は155億4258万8580円（前年度比：112.0%）、総入場人員は4万9541人（前年度比：102.0%）でともに前年を上回った。
リーディングジョッキーは101勝を挙げた岩橋勇二、リーディングトレーナーは107勝を挙げた原孝明がそれぞれ獲得。
本年も門別競馬場で全日程ナイター開催。ダートグレード競走を含む重賞競走は25競走（前年度比：2競走増）、JRA認定競走は新馬・未勝利・上級認定競走・重賞をあわせて118競走（前年度比：増減なし）、スタリオンシリーズは重賞・特別をあわせて33競走（前年度比：4競走減）、スタリオン・プレミアムシリーズは12競走（前年度比：1競走増）を施行。

##### 重賞競走の変更点
- ブリーダーズゴールドカップが3歳以上の牝馬限定戦に変更、格付もJpnIIからJpnIIIに格下げ[117]。
- フルールカップ（2歳牝馬、H3、距離1000m）を新設[115]。
- 前年まで特別競走として施行されていたサッポロクラシックカップ（2歳、距離1200m）を重賞（H2）に格付け[115]。

##### その他の主な変更点
- 3歳以上（C4）の1着賞金、および2歳戦の出走手当を増額[115]。
- 場外発売施設「Aiba苫小牧」を3月24日より移転[118]。これに伴い、Aiba苫小牧は3月15日から23日まで休業。
- 騎手の阪野学が、名古屋から移籍[119]。

##### 門別競馬場内回りコース新設へ
ホッカイドウ競馬は6月23日、門別競馬場に内回り競走コースを新設すると発表。2014年度中に工事を開始し、2015年度の完成を目指す。完成後は新たに1500m・1600mの距離設定が追加される予定。

##### 6年2ヶ月の長期休養から復帰
9月16日の門別競馬第11競走に、コラボスフィーダ（牡9歳）が出走。同馬の前走は3歳だった2008年7月のジャパンダートダービーで、実に6年2ヶ月もの長期休養明けとなった。これほどの長期休養を経ての復帰は、ホッカイドウ競馬では過去に例がないという。

#### 岩手県競馬組合（岩手競馬）
通常開催・特別開催を合わせた競馬場別の開催日数は以下の通り。
- 盛岡競馬場：59日（前年度比：増減なし）[89]
- 水沢競馬場：71日（前年度比：1日増）[89]

2場を合わせた売得金総額は250億1963万6400円（前年度比：113.3%）、総入場人員は28万9462人（前年度比：100.8%）でともに前年を上回った。
ダートグレード競走を含む重賞は43競走（前年度比：3競走減）、うち盛岡芝コースでの重賞は10競走を施行。

##### 重賞競走の変更点
- 「ニューイヤーカップJBC2014」を新設、1月11日に水沢競馬場で施行[123]。
- ジャパンブリーディングファームズカップ（JBC）を、盛岡競馬場で11月3日に施行[124]。

##### その他の変更点
- HITスタリオンシリーズはダービーWeekの対象競走を含め、6競走で実施[125]。
- 騎手や調教師のリーディング集計期間を、「前年度の3月から当該年度の1月競馬終了時まで」に変更[126]。

##### 騎手ハンデ制の休止
岩手県競馬組合は6月28日、2009年5月から騎手の成績に応じて負担重量を決めて行われていた「騎手ハンデ制」について、「騎手等の減少に伴い競馬開催に影響を与える場合がある」ことを理由に同日の水沢競馬から当面休止すると発表。再開時期は未定。

##### 釜石場外発売所が再開
2011年の東日本大震災による津波で被災し閉鎖していた釜石場外発売所（テレトラック釜石）が10月4日より、旧発売所跡地にて業務を再開した。今後釜石では岩手競馬を年間130日、他地区の広域場外発売は年間220日程度の発売を予定している。

#### 特別区競馬組合・神奈川県川崎競馬組合・埼玉県浦和競馬組合・千葉県競馬組合（南関東公営競馬）
競馬場別の開催日数は以下の通り。
- 浦和競馬場：49日（前年度比：1日増）[89]
- 船橋競馬場：54日（前年度比：2日増）[89]
- 大井競馬場：103日（前年度比：1日減）[89]
- 川崎競馬場：63日（前年度比：増減なし）[89]

4場を合わせた売得金総額は2173億4965万3410円（前年度比：104.9%）で前年度を上回ったが、総入場人員は123万7014人（前年度比：96.8%）で前年割れとなった。また、大井の売得金総額は1001億2704万7860円となり、5年ぶりに1000億円の大台を超えた。
大井では、ナイター期間中の9月15日に1日限定で昼間開催を実施。

##### 重賞競走の変更点
- 東京スプリング盃（SIII）を「フジノウェーブ記念」に[132]、オーバルスプリント（JpnIII）を「テレ玉杯オーバルスプリント」にそれぞれ名称変更[117]。
- 大井記念（SII）が2000m、金盃（SII）が2600mにそれぞれ施行距離を変更[133]。

##### 格付基準・競馬番組の一部変更
南関東地方競馬連絡調整会議は2013年10月21日に、格付基準と競馬番組を以下の通り一部変更すると発表。1月1日より適用開始。
格付基準の見直し
- A3級が廃止され、A級はA1・A2の2クラスとなる。
- 重賞出走馬の若返りを図る観点からA級とB級で格付基準額が見直され、3歳から5歳前半までの格付基準額を引き下げる一方、7歳以上の高齢馬は格付基準額を引き上げる。

競馬番組の改正
- 3歳馬の競走で、番組賞金額による負担重量の加増を緩和。従来は6月30日までに初日を迎える開催において、番組賞金額500万円につき1kg加増していたが、変更後は「600万円につき1kg加増」となる。
- 4歳未格付競走が廃止され、3歳時にC2級に格付されないまま4歳を迎えた馬は、1月よりすべてC3級に格付けする。

##### 場外発売の変更点
- 3月30日から京王閣競輪場内に、大井競馬で初の会員制場外発売施設「offt京王閣」を開設。競輪場に場外馬券発売所が設置されるのは日本初[137][138]。
- 4月20日より、大井競馬の場外発売施設「ニュートラック福島」を開設[139]。
- 船橋競馬の新橋場外発売所（ウインズ新橋内）は、12月5日をもって営業終了[140]（ウインズ新橋の営業終了に伴う）。

##### TCK大賞の新設
大井競馬は2014年より、前年に大井競馬で優秀な成績を残した人馬に対する表彰制度「TCK大賞」を創設。3月28日に発表され、3月30日に表彰式が行われた。

##### 無断外出で騎乗停止
騎手の御神本訓史（大井）は4月21日の調教時間中に無許可で施設外へ出たため、特別区競馬組合競馬条例第6条（管理者指示事項違反）により4月24日から5月1日まで実効6日間の騎乗停止処分を受けた。
御神本は2009年にも、調整ルームへ入室後に無断外出をしたとして騎乗停止処分を受けている。

##### 大井競馬場スタンドリニューアル工事
特別区競馬組合は5月28日、大井競馬場のスタンドリニューアル工事について発表した。
7月12日より2号スタンドの解体工事が始まり、2015年秋に新スタンドの工事が完了する予定。3号スタンドについては2016年に解体、整備の工事を行う予定。

##### 浦和・大井リレー開催
特別区競馬組合は8月1日に大井競馬（ナイター）の開催を追加。同日は浦和競馬の昼間開催も行われ、2013年12月26日以来のリレー開催となった。

##### 2年連続で日韓交流競走を開催
2013年に続き、本年も大井競馬と韓国馬事会（KRA）の交流競走が日韓両国で実施された。
韓国では8月31日にソウル競馬場で「アジアチャレンジカップ2014（SBSスポーツ杯）」（距離1400m）を開催。大井所属の3頭を招待したほか、シンガポールからも出走があり3カ国による交流競走となった。
大井では11月11日にKRA所属の競走馬3頭を招待して「日韓交流競走 '14インタラクションカップ競走」（準重賞、距離1200m）を開催。

##### 船橋競馬でもナイター競走を導入へ
千葉県競馬組合は7月29日、2015年から船橋競馬場でナイター競走を導入すると発表。ナイター競走の実施期間は4月から12月を予定している。既に2015年3月までの工期で照明設備等、電気設備設置工事が始まっており、今回のナイター競走の導入により女性ファンや新規顧客の獲得を狙う。

##### 年間最多勝利記録を更新
12月24日に行われた浦和競馬第10競走でパロパロが1着となり、管理調教師の小久保智（浦和）は本年132勝目を記録。2012年に自身が記録した131勝を更新し、南関東の調教師における年間最多勝記録を更新した。

#### 愛知県競馬組合（名古屋競馬）・岐阜県地方競馬組合（笠松競馬）・石川県、金沢市（金沢競馬）
本年も名古屋・笠松に金沢を加えた3場で、日程調整や相互場外発売などの連携を行うとしている。
名古屋競馬場
開催日数：113日（前年度比：1日増）
売得金総額は207億6242万7600円（前年度比：121.0%）で前年度を上回ったが、総入場人員は16万1713人（前年度比：96.3%）で前年割れとなった。
笠松競馬場
開催日数：98日（前年度比：8日増）
売得金総額は143億7093万4300円（前年度比：127.1%）、総入場人員は9万7282人（前年度比：101.6%）でともに前年を上回った。
金沢競馬場
開催日数（県営・市営の合計）：77日（前年度比：増減なし）
売得金総額は116億9238万2000円（前年度比：90.1%）、総入場人員は22万5678人（前年度比：94.5%）でともに前年割れとなった。

##### 重賞競走の変更点
- 持ち回り方式の地方全国交流重賞「オッズパークグランプリ2014」を2月28日に笠松競馬場・ダート1400mで施行（格付なし）[156]。笠松での開催は2年連続。
- 笠松のプリンセス特別（SPI）を「ラブミーチャン記念」に改称[157]。回次も第1回に改められる。

##### その他の変更点
- HITスタリオンシリーズはダービーWeekの対象競走を含め、各場とも6競走で実施[125]。
- 一般公募により、名古屋競馬場の愛称を「金シャチけいばNAGOYA」と決定[158]。

##### 名古屋競馬は2015年度も継続
名古屋競馬を主催する愛知県競馬組合は12月4日、2014年度（平成26年度）の収支見込について当初見込の黒字額から10億600万円増える見通しと発表。通期でも11億円を超える年間黒字が見込まれるとして、構成団体の愛知県・名古屋市・豊明市は名古屋競馬を2015年度（平成27年度）も存続することで合意した。なお、本年度の黒字見込額は累積赤字の縮減や計画的な施設改修に充てるため、基金として積み立てることもあわせて合意した。

#### 兵庫県競馬組合（園田・姫路競馬）
開催日数：163日（前年度比：増減なし）
売得金総額は392億4151万2700円（前年度比：115.4%）で前年度を上回ったが、総入場人員は46万7940人（前年度比：96.3%）で前年割れとなった。
本年度も全日程が園田競馬場で開催され、姫路競馬場での開催はなかった。

##### 場外発売の変更点
- 10月22日より、和歌山県和歌山市に場外発売施設「DASH和歌山」を設置し発売を開始[160]。

##### その他の変更点
- HITスタリオンシリーズはダービーWeekの対象競走を含め、6競走で実施[125]。

##### 実況アナウンサーが世界記録に認定
5月27日、実況アナウンサーの吉田勝彦が1955年から58年にわたり同一競馬場で実況を続けたとしてギネス世界記録に認定され、6月13日に公式認定証授与式が行われた。

#### 高知県競馬組合（高知競馬）
開催日数：101日（前年度比：増減なし）
売得金総額は152億4361万6100円（前年度比：129.2%）、総入場人員は6万8004人（前年度比：104.3%）でともに前年を上回った。
ダートグレード競走を含む重賞競走は、18競走を施行。

##### その他の変更点
2012年から期間限定騎乗を続けていた船橋所属の山頭信義が、10月5日より完全移籍。

##### 新投票システムの導入
7月20日より高知競馬場及びパルス宿毛において会員制による新投票システム「キャッシュレス」を導入し運用を開始。同システムは事前入金された「キャッシュレスカード」を専用端末機に挿し込んで投票を行うもので、的中するとカードに自動入金されるため払い戻しの手間が省けるほか、紙などによる投票券を発行しないため、ゴミの減量にもつながることから環境に優しいシステムとなっている。12月20日からはパルス藍住でも導入され運用を開始した。

##### 出走記録400戦達成
7月6日に行われた高知競馬第9競走で、セニョールベスト（牡15歳）が400戦出走を達成（結果は7頭中6着）。同馬は2012年に地方競馬最多出走記録となる301戦目を記録していた。9月21日に最多出走記録を409戦に伸ばし、9月26日付けで競走馬登録を抹消し、引退。しかし10月12日未明、腸捻転のため高知県土佐清水市内の牧場で死去した。

##### 台風12号による豪雨の影響
7月30日に発生した台風12号による豪雨の影響で高知市に避難勧告が発令されたことなどにより、8月2日以降高知競馬では競馬開催及び場外発売の中止が相次いだ。
- 8月2日 - 豪雨による馬場の悪化で「安全な競走を実施できない」との判断により第2競走以降を取りやめ[173]。代替開催は実施せず[174]。
- 8月3日 - 豪雨の影響により高知競馬の全競走を中止。また高知競馬場及びパルス高知での盛岡競馬の場外発売も取りやめ[175]。代替開催は8月10日に予定[176]していたが「馬場状態が回復せず、安全な競走を実施できない」ことを理由として8月9日に中止が決定された（代替開催は行わない）[177]。
- 8月4日 - 3日からの避難勧告の発令継続により高知競馬場及びパルス高知での場外発売（盛岡・浦和）を中止[178]。
- 8月5日 - 前日に続き避難勧告の発令継続により高知競馬場及びパルス高知での場外発売（浦和・金沢）を中止[179]。

##### サラブレッド最多勝記録を更新
10月4日に行われた高知競馬第5競走で、エーシンアクセラン（牡10）が勝利し、2011年にオリジナルステップが樹立したサラブレッド最多勝記録を更新する46勝目を挙げた。なお、アラブ系ではモナクカバキチが記録した55勝が最多勝記録。

#### 佐賀県競馬組合（佐賀競馬）
開催日数：110日（前年度比：9日増）
売得金総額は154億7014万7800円（前年度比：117.2%）、総入場人員は34万3908人（前年度比：107.9%）でともに前年を上回った。
ダートグレード競走を含む重賞競走は69競走（前年度比：11競走増）を施行。

##### 17年ぶりの黒字収支
佐賀県競馬組合は7月28日、2013年度の収支がインターネットによる馬券発売が好調だったことから2億1900万円の黒字になったことを発表。1996年度以来17年ぶりの黒字収支となり、累積赤字額も7600万円まで減少した。今後は2014年度内の赤字解消を目指すべく、売上が苦戦している佐賀競馬場でエレベーターの設置やトイレの洋式化など、観戦環境の整備に務めるとしている。

## できごと

### 1月
- 3日 - 川崎競馬第1競走で、酒井忍（神奈川県騎手会）が騎乗馬の故障（脱臼）のあおりを受け落馬。すぐに病院に搬送されたが、頭蓋骨骨折や第6・7頸椎棘突起骨折など全治不明の重傷[183][184]。
- 7日 - 2013年度のJRA賞が発表され、年度代表馬及び最優秀短距離馬にロードカナロア（牡5歳）を選出。
- 14日
  - 『NARグランプリ2013』が発表され、年度代表馬及び2歳最優秀牡馬にハッピースプリント（牡2歳、北海道）を選出。

  - ロードカナロアが競走馬登録を抹消し引退。今後は種牡馬に[185]。
- 16日 - シルポート（JRA）が競走馬登録を抹消し引退。今後は種牡馬に[186]。
- 18日 - 調教師の大和静治（岩手）が引退[187]。
- 19日 - 中山競馬第1競走で、江田照男（美浦）がJRA史上14人目（現役騎手11人目）となる通算1万3000回騎乗を達成[188]。
- 23日 - カラフルデイズ（JRA）が競走馬登録を抹消し引退。今後は繁殖牝馬に[189]。
- 24日 - メーデイア（JRA）が競走馬登録を抹消し引退。今後は繁殖牝馬に[189]。
- 29日 - ドナウブルー（JRA）が競走馬登録を抹消し引退。今後は繁殖牝馬に[190]。
- 30日 - コスモネモシン（JRA）が競走馬登録を抹消し引退。今後は繁殖牝馬に[191]。

### 2月
- 1日 - 東京競馬第12競走で、木幡初広（美浦）がJRA史上21人目（現役騎手15人目）となる通算1万2000回騎乗を達成[192]。
- 2日
  - 高知競馬第2競走で、出走馬1頭の馬体重をシステムへの誤入力により本来の重量から少なく発表していたことを公表[193]。
  - JRA所属調教師の矢作芳人厩舎から今節唯一の出走馬だったレオンビスティーが京都競馬第11競走（シルクロードステークス）で11着と敗れ、2013年11月16日から続けていた連続節勝利が10でストップした[194]。
- 8日
  - 京都競馬は降雪の影響で第4競走（障害未勝利戦）を取りやめ、小倉競馬と共に発走時刻を変更して施行[77]。
  - 騎手の大河原和雄（ばんえい）がこの日の調教中に左アキレス腱を断裂。全治2ヶ月の見通しで、2013年度の残り期間は騎乗できなくなった[195]。
  - トウカイトリック（JRA）が競走馬登録を抹消し引退。去勢して京都競馬場で誘導馬となる予定だったが[196]、4月16日に右第1指骨を粉砕骨折したため、予後不良となり死亡した（下述）。
- 9日 - 京都競馬第2競走で、四位洋文（栗東）がJRA史上22人目（現役騎手16人目）となる通算1万2000回騎乗を達成[197]。
- 10日 - 船橋競馬は降雪の影響により、開催を中止。代替競馬は実施せず[198]。
- 13日
  - テスタマッタ（JRA）が競走馬登録を抹消し引退。今後は 韓国で種牡馬に[199]。
  - 船橋競馬第8競走で、グランフィデリオ（JRA）が残り300m付近で立ち止まり、後方集団に交わされたが、その後再加速して1着となる珍事が発生[200]。
- 14日
  - 降雪の影響で笠松競馬が開催を中止（代替競馬は実施せず）[201]したほか、船橋競馬も第11競走が取りやめとなった[202]。
  - JRAは積雪の影響が予想されるためとして、京都競馬の金曜夜間発売を取りやめた[203]。
- 15日
  - 京都競馬は積雪の影響で発走時刻を変更して施行したほか、第5競走の施行コースを芝1600m・内回りから芝1600m・外回りに変更した[204]。
  - ウインズ高崎は積雪の影響で、発売・払戻業務を休止した[205]。また同居しているBAOO高崎でも、この日予定していたばんえい競馬の場外発売を取りやめた[206]。
- 17日
  - 浦和競馬が、当初予定していたこの日の開催を取りやめた[207]。
  - JBC実行委員会は、2015年の第15回JBC競走を大井競馬場で施行すると発表[208]。
- 18日 - 東京競馬第11競走（クイーンカップ）で、北村宏司（美浦）がJRA史上25人目（現役騎手17人目）となる通算1万1000回騎乗を達成[209]。
- 19日 - 3月に騎手デビューを予定していた小崎綾也（JRA）が調教中に右目の眼底を骨折[210]し、初騎乗は4月19日にずれ込んだ。
- 27日
  - オールザットジャズ（JRA）が競走馬登録を抹消し引退。今後は繁殖牝馬に[211]。
  - メルシーエイタイム（JRA）が競走馬登録を抹消し引退。今後は乗馬に[212]。
  - ナムラタイタンがJRAの競走馬登録を抹消。今後は盛岡競馬に移籍する予定[213]。
- 28日
  - 騎手の上村洋行（栗東）が引退。今後は池添兼雄厩舎で調教助手になる予定[214]。
  - 飯田明弘、小原伊佐美、佐山優、鹿戸明、清水出美、武宏平、野村彰彦、藤岡範士、領家政蔵（以上栗東）、松山康久、矢野照正、清水美波（以上美浦）の調教師12名が引退[215]。

### 3月
- 2日 - 中山競馬第1競走でスタート後間もなくヤマニンラマージュが転倒、他馬は直線で外側に回避しながら入線した。十分な走路を確保でき、各馬が無事レースを完走できたとして、競走は到達順通りに成立した[216]。
- 4日 - コテキタイ（川崎）がこの日行われた弥生杯への出走（14着）を最後に引退。今後は繁殖入り[217]。
- 5日- クラーベセクレタ（船橋）がこの日行われたエンプレス杯への出走（4着）を最後に引退。今後は繁殖入り[218]。
- 15日
  - ダンスファンタジア（JRA）が競走馬登録を抹消し引退。今後は繁殖入り[219]。
  - 中京競馬第12競走にショーグン（JRA）が馬体重638kgで出走し、JRA最高馬体重出走記録を更新[220]。
- 17日 - 船橋競馬第4競走で、合図を誤認した発走委員が大外枠の出走馬が枠内に完全に収まる前にゲートを開け、該当馬が出遅れる事象が発生[221]。ただしカンパイ（発走やり直し）は行わず、レースはそのまま成立した。
- 18日 - マニエリスム（船橋）がこの日行われた船橋競馬第11競走の出走（8着）を最後に引退。今後は繁殖入り[222]。
- 20日 - 調教師の松原義夫（笠松）が引退[223]。
- 24日 - アアモンドヤワラ・アローファイター・コマクイン（以上ばんえい）の3頭が引退[224]。今後はアアモンドヤワラとアローファイターが種牡馬、コマクインは繁殖入り。
- 26日 - ヒラボクキングがJRAの競走馬登録を抹消。今後は大井競馬に移籍する予定[225]。
- 28日
  - テイエムハリアー（JRA）が競走馬登録を抹消し引退。今後は乗馬に[225]。
  - アイムユアーズ（JRA）が競走馬登録を抹消し引退。今後は繁殖入り[226]。
- 29日
  - シェアースマイルがJRAの競走馬登録を抹消。今後は園田競馬に移籍する予定[227]。
  - 高知競馬第12競走で、三連単の払戻金が高知競馬史上最高額となる606万3630円を記録[228]。
- 31日 - 調教師の嶋田潤（JRA）が引退[229]。

### 4月
- 2日 - タンゴノセック（高知）が引退。今後は乗馬に[230]。
- 4日 - トレイルブレイザー（JRA）が競走馬登録を抹消し引退。今後は乗馬となる予定[231]。
- 7日 - 笠松競馬第9競走で、ワイドの払戻金が笠松競馬史上最高額となる8万6450円を記録[232]。これは当該競走の三連単の払戻金額を上回る珍しい記録となった[233]。
- 10日 - JRA栗東トレーニングセンターの坂路調教コースで2ハロン地点のタイム自動計測装置が故障し、この日坂路調教を行った全馬の2ハロンタイムが計測できなかった[234]。
- 11日 - ビートブラック（JRA）が屈腱炎の再発により競走馬登録を抹消し引退。今後は乗馬となる予定[235][236]。
- 13日 - 中山競馬第10競走で、横山典弘（美浦）がJRA史上6人目（現役騎手5人目）となる通算1万7000回騎乗を達成[237]。
- 16日 - 川崎競馬第11競走（クラウンカップ）で的場文男（大井）が57歳7か月9日で1着となり、地方競馬における最高齢重賞勝利記録を更新[238]。
- 26日 - 福島競馬第8競走で16番人気の馬が勝利し、単勝式の払戻金がJRA史上最高となる5万6940円（的中279票）を記録[239]。従来の記録を59年ぶりに更新。
- 27日
  - ダノンバラードとバーディバーディ（いずれもJRA）が競走馬登録を抹消し引退。今後は共に種牡馬となる予定[240][241]。
  - 東京競馬第10競走で後藤浩輝（美浦）が他馬の外斜行の影響で騎乗馬が転倒し、落馬。病院搬送後に頸椎骨折が判明し、全治は不明[242]。

### 5月
- 4日 - 東京競馬第12競走で、田中勝春（美浦）がJRA史上7人目（現役騎手6人目）となる通算1万7000回騎乗を達成。また、京都競馬第3競走では吉田豊（美浦）がJRA史上15人目（現役騎手12人目）となる通算1万3000回騎乗を達成した[243]。
- 6日 - この日行われた佐賀競馬の7重勝単勝式の配当金が、佐賀競馬史上最高となる1326万4450円を記録（的中1口）[244]。
- 8日 - クレスコグランド（JRA）が競走馬登録を抹消し引退。今後は種牡馬となる予定[245]。
- 9日 - オースミイチバンとジャガーメイル（いずれもJRA）が競走馬登録を抹消し引退。今後は共に乗馬となる予定[246][247]。また、ダイショウジェット（JRA）も競走馬登録を抹消。今後は地方に移籍予定も移籍先は現時点で未定[246]。
- 15日
  - シンゲンとトランスワープ（いずれもJRA）が競走馬登録を抹消し引退。今後は共に乗馬となる予定[248][249]。
  - 大井競馬第4競走に出走予定だったトミケンセルシンタは、枠順確定後に出走条件（3歳200万下）を超える番組賞金だったことが判明したため、特別区競馬組合は同馬を競走除外とした[250]。
- 17日 - 京都競馬第12競走にショーグン（JRA）が馬体重626kgで出走して勝利し、自身の持つJRA最高馬体重勝利記録を更新した[251]。
- 22日 - ナリタクリスタルとコスモファントム（いずれもJRA）が競走馬登録を抹消し引退。今後は共に乗馬となる予定[252][253]。
- 24日 - 京都競馬第3競走でクラウンアイリスが勝利し、大分県産馬がJRA初勝利を記録した[254]。
- 25日 - ビッグウィーク（JRA）が競走馬登録を抹消し引退。今後は乗馬になる予定[255]。
- 28日 - アドマイヤコマンド（JRA）が競走馬登録を抹消し引退。今後は乗馬になる予定[256]。
- 29日 - ベルシャザール（JRA）が競走馬登録を抹消し引退。今後は種牡馬になる予定[257]。
- 31日 - 騎手の本多正賢（船橋）が騎手免許失効により引退。2011年1月4日の川崎競馬で落馬し、入院治療を続けていた（その後11月7日に死去）[258]。

### 6月
- 4日 - エクスペディション（JRA）が競走馬登録を抹消し引退。今後は乗馬となる予定[259]。
- 11日 - ファリダット（JRA）が競走馬登録を抹消し引退。今後は種牡馬に[260]。
- 12日 - マジカルポケット（JRA）が競走馬登録を抹消し引退。今後は乗馬となる予定[261]。
- 20日 - 騎手の小山紗知伽（佐賀）が一身上の都合により廃業[262]。
- 21日
  - 東京競馬第1競走に出走予定だった2歳牝馬を輸送していた馬運車が故障し、所定の装鞍所入所時刻よりも遅れて到着したため、同馬は競走除外となった[263]。
  - 阪神競馬第2競走で、幸英明（栗東）がJRA史上8人目（現役騎手7人目）となる通算1万5000回騎乗を史上最速で達成[264]。
- 25日 - 門別競馬は濃霧のため第6競走以降を中止。発売済みの勝馬投票券も全額返還に[265]。
- 27日 - 大井競馬第1競走で、馬番2連勝複式（馬複）の配当が大井競馬史上最高となる32万6200円を記録[266]。
- 30日 - 調教師の圓田修（愛知）が一身上の都合により引退[267]。

### 7月
- 3日 - ミッドサマーフェア（JRA）が競走馬登録を抹消し引退。今後は繁殖入り[268]。
- 5日 - 水沢競馬第2競走の枠入り中に2頭が発馬機内で暴れ、更にその隣にいた馬も被害を受けたため、合わせて4頭が競走除外に[269]。
- 10日 - 台風8号の影響により、この日予定していた佐賀競馬場及びその関連施設での場外発売（大井・名古屋）を中止[270]。
- 13日 - 騎手の小平健二（大井）が引退。小平は2001年にホッカイドウ競馬でデビューし一度引退したが、2011年に騎手免許を再取得して騎乗していた[271][272]。
- 27日
  - 騎手の山下貴光（佐賀）が引退[273]。
  - 中京競馬第7競走で3連単の払戻金が中京競馬史上最高額（JRA全体では歴代7位）となる1299万5280円、また馬単も同競馬歴代2位となる71万6070円を記録した[274][275]。
- 31日 - 調教師の小嶋一郎（浦和）が引退[276]。

### 8月
- 2日
  - 札幌競馬第8競走で、勝浦正樹（美浦）がJRA史上26人目（現役騎手18人目）となるJRA通算1万1000回騎乗を達成[277]。
  - 小倉競馬第8競走（小倉サマージャンプ）で、調教師の角居勝彦（栗東）が史上4人目となるJRA全10場重賞制覇を歴代最速で達成[278]。
- 6日 - 門別競馬は濃霧のため第10競走以降が競走取り止めになった[279]。
- 10日 - 金沢競馬は台風11号の影響により開催を中止。代替競馬は翌11日に実施。また、J-PLACE金沢での中央競馬の馬券発売も中止となった[280]。
- 14日 - 大井競馬は豪雨の影響により馬場整備に時間がかかったため、第2競走から第8競走までの発走時刻を繰り下げて実施[281]。
- 23日 - 新潟競馬第10競走で、蛯名正義（美浦）がJRA史上4人目（現役3人目）となるJRA通算1万8000回騎乗を達成[282]。

### 9月
- 3日 - パドトロワ（JRA）が競走馬登録を抹消し引退。今後は種牡馬となる予定[283]。
- 5日 - アサティスボーイ（JRA）が競走馬登録を抹消し引退。今後は乗馬となる予定[284]。
- 11日 - 騎手の吉井友彦（笠松）が笠松競馬第1競走から第6競走まで勝利し、1日6連勝を記録[285]。
- 12日 - ナイスミーチュー（JRA）が競走馬登録を抹消し引退。今後は乗馬となる予定[286]。
- 21日 - 帯広競馬第5競走でコトブキライアンが14歳5か月で勝利し、ばんえい競馬史上最高齢勝利記録を更新[287]。
- 24日
  - レッドスパーダ（JRA）が競走馬登録を抹消し引退。今後は種牡馬となる予定[288]。
  - 船橋競馬第9競走で、出走投票の審査誤認により出走資格を満たしていない馬を出走させていたことが判明。なお確定後のため着順に変更はない[289]。
- 27日 - ベストディール（JRA）が競走馬登録を抹消し引退。今後は乗馬となる予定[290]。

### 10月
- 1日 - ファイナルフォーム（JRA）が競走馬登録を抹消し引退。今後は乗馬となる予定[291]。
- 6日
  - 浦和競馬は台風の影響により開催を中止。代替競馬は行わない[292]。
  - 盛岡競馬第10競走（スーパージョッキーズトライアル第1ステージ第2戦）は芝1700mで施行予定だったが、走路状態悪化のためダート1600mに変更して施行された[293]。
- 9日 - ツルマルレオンとクリールパッション（いずれもJRA）が競走馬登録を抹消し引退。今後は共に乗馬となる予定[294][295]。
- 10日 - マイネルネオス（JRA）が競走馬登録を抹消し引退。今後は乗馬となる予定[296]。
- 11日 - 京都競馬第4競走で、3連単の払戻金が京都競馬史上最低額（JRA3連単歴代2位）となる430円を記録[297]。
- 11日・12日 - 「台風19号により競馬開催への影響が見込まれる」として、京都大賞典及び東京ハイジャンプのインターネットによる土曜夜間発売[298]及び12日の前日発売[299]を中止。さらに京都競馬全競走及びWIN5の日曜夜間発売も中止[300]。
- 12日 - 2012年11月にレース中の落馬事故で負傷して以来、騎乗していなかった騎手の佐藤哲三（栗東）が引退[301][302]。同日に京都競馬場で引退式が行われ[303][304]、今後は競馬評論家に転身。→2012年の日本競馬#11月も参照
- 13日 - 台風19号の影響により、以下の通り各地で開催予定の競馬に中止や順延が相次いだ。
  - 京都競馬は開催を中止。代替競馬は14日に出馬投票をやり直さずに施行。WIN5の発売も中止[305]。
  - 高知競馬は14日に順延[306]。
  - 佐賀競馬は開催を中止。代替開催は行わない[307]。
- 14日
  - 京都競馬第1競走で、秋山真一郎（栗東）がJRA史上28人目（現役騎手19人目）となる通算1万回騎乗を達成[308]。
  - 京都競馬第12競走で、武豊（栗東）がJRA史上最多となる通算18648回騎乗を達成[309]。初騎乗から達成までの期間も史上最短。
- 18日 - 盛岡競馬第1競走で村上忍（盛岡）が落馬し、左鎖骨と肋骨を骨折。これにより出場を決めていたSJT第2ステージは騎乗が不可能に[310]。
- 30日 - 公益財団法人ジャパン・スタッドブック・インターナショナルが委託していたシステム開発会社の社員が、登録を申し込んだ馬主や生産者の氏名・住所など2559人分の個人情報が入ったCD-Rを入れたかばんを電車に置き忘れ、そのまま紛失したと公表。第三者への個人情報の流出は確認されていない[311]。

### 11月
- 4日
  - アドマイヤラクティがJRAの競走馬登録を抹消。遠征で出走したメルボルンカップのレース後に急性心不全を発症して転倒し、そのまま死亡した[312]。
  - スマイルジャック（川崎）が競走馬登録を抹消し引退。今後は種牡馬に[313][314]。
- 6日 - アルムダプタがJRAの競走馬登録を抹消。今後は地方競馬に移籍予定だが、移籍先は未定[315]。
- 12日 - アスカクリチャンがJRAの競走馬登録を抹消。今後は種牡馬となる予定[316]。
- 13日 - 門別競馬第4競走は降雪及び強風の影響により競走を取りやめ。勝馬投票券も全額返還に[317]。
- 16日 - J-PLACE笠松でシステム障害が発生し、この日行われた東京・京都・福島競馬の第11・12競走が発売不可能となった[318]。
- 18日 - プレイアンドリアル（川崎）が競走馬登録を抹消し引退。今後は乗馬となる予定[319][320]。
- 20日 - ダイワファルコンがJRAの競走馬登録を抹消。今後は乗馬となる予定[321]。
- 21日 - 調教師の鬼沢裕充（川崎）が引退[322]。

### 12月
- 2日 - 金沢競馬は荒天（強風）のため開催を中止、3日に順延[323]。
- 3日 - エピセアローム（JRA）が競走馬登録を抹消。今後は繁殖入り[324]。
- 5日
  - トーセンジョーダン（JRA）が競走馬登録を抹消。今後は種牡馬に[325]。
  - モンストール（JRA）が競走馬登録を抹消。今後は乗馬に[326]。
  - JRAは6日に施行予定の中京競馬について「降雪で競馬開催への影響が予想される」として、金曜夜間発売を取りやめた[327]。
- 7日 - 金沢競馬は積雪のため開催を中止、8日に順延[328]。ただし、J-PLACE金沢のJRA場外発売は外向発売所にて実施[329]。
- 8日 - 金沢競馬（7日の順延開催）は走路整備に時間を要したため第5競走を、馬場状態悪化のため第7競走以降を取りやめ。取りやめとなった競走の勝馬投票券は全額返還[330][331]。
- 10日 - デスペラード（JRA）が競走馬登録を抹消。今後は種牡馬に[332]。
- 11日
  - JRAは2015年度新規調教師免許試験合格者を発表。騎手の中舘英二、元騎手の渡辺薫彦など6名が合格した[333]。
  - 特別区競馬組合は東京大賞典（12月29日、大井競馬場）の出走予定馬（JRAは除く）を発表し、 アメリカ合衆国のソイフェット（Soi Phet）を選定。出走すれば、2011年に同競走が国際GIに格付けされて以来初の外国馬となる[334]。
  - トゥザグローリー（JRA）が競走馬登録を抹消。今後は種牡馬に[335]。
- 12日 - JRAはシステム障害のため、12月13日に開催の中山・阪神・中京各競馬と14日に実施の阪神ジュベナイルフィリーズにおける金曜夜間発売をすべて取りやめた[336]。
- 13日 - JRAは「降雪により競馬開催への影響が見込まれる」として、14日に実施の中京競馬の全競走及びWIN5の夜間発売を中止した[337]。
- 14日 - 金沢競馬は積雪のため開催を中止。代替競馬は翌15日に施行された[338]。
- 18日 - 名古屋競馬は降雪の影響により開催を中止すると同時に、予定していた川崎と園田の場外発売も中止。代替開催についても実施せず[339]。
- 19日 - 名古屋競馬第1競走は当初「昨日の降雪による馬場整備に時間を要する」として予定より45分遅れでの発走を発表していたが[340]、その後「公正確保のため追加整備が必要」として取りやめた[341]。
- 21日 - 阪神競馬第8競走で、和田竜二（栗東）がJRA史上16人目（現役騎手13人目）となる通算1万3000回騎乗を達成[342]。
- 26日 - アユサン（JRA）が競走馬登録を抹消。今後は繁殖入り[343]。
- 27日 - セレスハント（JRA）が競走馬登録を抹消。今後は種牡馬に[344]。
- 28日 - ヴィルシーナ[345]とジェンティルドンナ[346]（いずれもJRA）が競走馬登録を抹消。今後は共に繁殖入り。またトーセンラー（JRA）も競走馬登録を抹消。今後は種牡馬に[347]。

## 競走成績

### 中央競馬（GI）
| 競走名                                 | 競走名                                 | 競走名                                 | 優勝馬             | 性齢 | 騎手                     | 調教師                   | 所属                         |
| 月日                                   | 競馬場                                 | コース・距離                           | 優勝馬             | 性齢 | 馬主                     | 馬主                     | タイム                       |
| -------------------------------------- | -------------------------------------- | -------------------------------------- | ------------------ | ---- | ------------------------ | ------------------------ | ---------------------------- |
| 第31回フェブラリーステークス           | 第31回フェブラリーステークス           | 第31回フェブラリーステークス           | コパノリッキー     | 牡4  | 田辺裕信                 | 村山明                   | JRA栗東                      |
| 2月23日                                | 東京競馬場                             | ダート1600m                            | コパノリッキー     | 牡4  | 小林祥晃                 | 小林祥晃                 | 1:36.0                       |
| 第44回高松宮記念                       | 第44回高松宮記念                       | 第44回高松宮記念                       | コパノリチャード   | 牡4  | ミルコ・デムーロ         | 宮徹                     | JRA栗東                      |
| 3月30日                                | 中京競馬場                             | 芝1200m                                | コパノリチャード   | 牡4  | 小林祥晃                 | 小林祥晃                 | 1:12.2                       |
| 第74回桜花賞                           | 第74回桜花賞                           | 第74回桜花賞                           | ハープスター       | 牝3  | 川田将雅                 | 松田博資                 | JRA栗東                      |
| 4月13日                                | 阪神競馬場                             | 芝1600m                                | ハープスター       | 牝3  | （有）キャロットファーム | （有）キャロットファーム | 1:33.3（レースレコードタイ） |
| 第74回皐月賞                           | 第74回皐月賞                           | 第74回皐月賞                           | イスラボニータ     | 牡3  | 蛯名正義                 | 栗田博憲                 | JRA美浦                      |
| 4月20日                                | 中山競馬場                             | 芝2000m                                | イスラボニータ     | 牡3  | （有）社台レースホース   | （有）社台レースホース   | 1:59.6                       |
| 第149回天皇賞・春                      | 第149回天皇賞・春                      | 第149回天皇賞・春                      | フェノーメノ       | 牡5  | 蛯名正義                 | 戸田博文                 | JRA美浦                      |
| 5月4日                                 | 京都競馬場                             | 芝3200m                                | フェノーメノ       | 牡5  | （有）サンデーレーシング | （有）サンデーレーシング | 3:15.1                       |
| 第19回NHKマイルカップ                  | 第19回NHKマイルカップ                  | 第19回NHKマイルカップ                  | ミッキーアイル     | 牡3  | 浜中俊                   | 音無秀孝                 | JRA栗東                      |
| 5月11日                                | 東京競馬場                             | 芝1600m                                | ミッキーアイル     | 牡3  | 野田みづき               | 野田みづき               | 1:33.2                       |
| 第9回ヴィクトリアマイル                | 第9回ヴィクトリアマイル                | 第9回ヴィクトリアマイル                | ヴィルシーナ       | 牝5  | 内田博幸                 | 友道康夫                 | JRA栗東                      |
| 5月18日                                | 東京競馬場                             | 芝1600m                                | ヴィルシーナ       | 牝5  | 佐々木主浩               | 佐々木主浩               | 1:32.3                       |
| 第75回優駿牝馬（オークス）             | 第75回優駿牝馬（オークス）             | 第75回優駿牝馬（オークス）             | ヌーヴォレコルト   | 牝3  | 岩田康誠                 | 斎藤誠                   | JRA美浦                      |
| 5月25日                                | 東京競馬場                             | 芝2400m                                | ヌーヴォレコルト   | 牝3  | 原禮子                   | 原禮子                   | 2:25.8                       |
| 第81回東京優駿（日本ダービー）         | 第81回東京優駿（日本ダービー）         | 第81回東京優駿（日本ダービー）         | ワンアンドオンリー | 牡3  | 横山典弘                 | 橋口弘次郎               | JRA栗東                      |
| 6月1日                                 | 東京競馬場                             | 芝2400m                                | ワンアンドオンリー | 牡3  | 前田幸治                 | 前田幸治                 | 2:24.6                       |
| 第64回安田記念                         | 第64回安田記念                         | 第64回安田記念                         | ジャスタウェイ     | 牡5  | 柴田善臣                 | 須貝尚介                 | JRA栗東                      |
| 6月8日                                 | 東京競馬場                             | 芝1600m                                | ジャスタウェイ     | 牡5  | 大和屋暁                 | 大和屋暁                 | 1:36.8                       |
| 第55回宝塚記念                         | 第55回宝塚記念                         | 第55回宝塚記念                         | ゴールドシップ     | 牡5  | 横山典弘                 | 須貝尚介                 | JRA栗東                      |
| 6月29日                                | 阪神競馬場                             | 芝2200m                                | ゴールドシップ     | 牡5  | 小林英一                 | 小林英一                 | 2:13.9                       |
| 第48回スプリンターズステークス         | 第48回スプリンターズステークス         | 第48回スプリンターズステークス         | スノードラゴン     | 牡6  | 大野拓弥                 | 高木登                   | JRA美浦                      |
| 10月5日                                | 新潟競馬場                             | 芝1200m                                | スノードラゴン     | 牡6  | 岡田牧雄                 | 岡田牧雄                 | 1:08.8                       |
| 第19回秋華賞                           | 第19回秋華賞                           | 第19回秋華賞                           | ショウナンパンドラ | 牝3  | 浜中俊                   | 高野友和                 | JRA栗東                      |
| 10月19日                               | 京都競馬場                             | 芝2000m                                | ショウナンパンドラ | 牝3  | 国本哲秀                 | 国本哲秀                 | 1:57.0                       |
| 第75回菊花賞                           | 第75回菊花賞                           | 第75回菊花賞                           | トーホウジャッカル | 牡3  | 酒井学                   | 谷潔                     | JRA栗東                      |
| 10月26日                               | 京都競馬場                             | 芝3000m                                | トーホウジャッカル | 牡3  | 東豊物産（株）           | 東豊物産（株）           | 3:01.0（日本レコード）       |
| 第150回天皇賞・秋                      | 第150回天皇賞・秋                      | 第150回天皇賞・秋                      | スピルバーグ       | 牡5  | 北村宏司                 | 藤沢和雄                 | JRA美浦                      |
| 11月2日                                | 東京競馬場                             | 芝2000m                                | スピルバーグ       | 牡5  | 山本英俊                 | 山本英俊                 | 1:59.7                       |
| 第39回エリザベス女王杯                 | 第39回エリザベス女王杯                 | 第39回エリザベス女王杯                 | ラキシス           | 牝4  | 川田将雅                 | 角居勝彦                 | JRA栗東                      |
| 11月16日                               | 京都競馬場                             | 芝2200m                                | ラキシス           | 牝4  | 大島昌也                 | 大島昌也                 | 2:12.3                       |
| 第31回マイルチャンピオンシップ         | 第31回マイルチャンピオンシップ         | 第31回マイルチャンピオンシップ         | ダノンシャーク     | 牡6  | 岩田康誠                 | 大久保龍志               | JRA栗東                      |
| 11月23日                               | 京都競馬場                             | 芝1600m                                | ダノンシャーク     | 牡6  | （株）ダノックス         | （株）ダノックス         | 1:31.5                       |
| 第34回ジャパンカップ                   | 第34回ジャパンカップ                   | 第34回ジャパンカップ                   | エピファネイア     | 牡4  | クリストフ・スミヨン     | 角居勝彦                 | JRA栗東                      |
| 11月30日                               | 東京競馬場                             | 芝2400m                                | エピファネイア     | 牡4  | （有）キャロットファーム | （有）キャロットファーム | 2:23.1                       |
| 第15回チャンピオンズカップ             | 第15回チャンピオンズカップ             | 第15回チャンピオンズカップ             | ホッコータルマエ   | 牡5  | 幸英明                   | 西浦勝一                 | JRA栗東                      |
| 12月7日                                | 中京競馬場                             | ダート1800m                            | ホッコータルマエ   | 牡5  | 矢部道晃                 | 矢部道晃                 | 1:51.0                       |
| 第66回阪神ジュベナイルフィリーズ       | 第66回阪神ジュベナイルフィリーズ       | 第66回阪神ジュベナイルフィリーズ       | ショウナンアデラ   | 牝2  | 蛯名正義                 | 二ノ宮敬宇               | JRA美浦                      |
| 12月14日                               | 阪神競馬場                             | 芝1600m                                | ショウナンアデラ   | 牝2  | 国本哲秀                 | 国本哲秀                 | 1:34.4                       |
| 第66回朝日杯フューチュリティステークス | 第66回朝日杯フューチュリティステークス | 第66回朝日杯フューチュリティステークス | ダノンプラチナ     | 牡2  | 蛯名正義                 | 国枝栄                   | JRA美浦                      |
| 12月21日                               | 阪神競馬場                             | 芝1600m                                | ダノンプラチナ     | 牡2  | （株）ダノックス         | （株）ダノックス         | 1:35.9                       |
| 第59回有馬記念                         | 第59回有馬記念                         | 第59回有馬記念                         | ジェンティルドンナ | 牝5  | 戸崎圭太                 | 石坂正                   | JRA栗東                      |
| 12月28日                               | 中山競馬場                             | 芝2500m                                | ジェンティルドンナ | 牝5  | （有）サンデーレーシング | （有）サンデーレーシング | 2:35.3                       |

### 中央競馬・障害（J・GI）
| 競走名                     | 競走名                     | 競走名                     | 優勝馬             | 性齢 | 騎手                       | 調教師                     | 所属    |
| 月日                       | 競馬場                     | コース・距離               | 優勝馬             | 性齢 | 馬主                       | 馬主                       | タイム  |
| -------------------------- | -------------------------- | -------------------------- | ------------------ | ---- | -------------------------- | -------------------------- | ------- |
| 第16回中山グランドジャンプ | 第16回中山グランドジャンプ | 第16回中山グランドジャンプ | アポロマーベリック | 牡5  | 五十嵐雄祐                 | 堀井雅広                   | JRA美浦 |
| 4月19日                    | 中山競馬場                 | 障害芝4250m                | アポロマーベリック | 牡5  | アポロサラブレッドクラブ   | アポロサラブレッドクラブ   | 4:50.7  |
| 第137回中山大障害          | 第137回中山大障害          | 第137回中山大障害          | レッドキングダム   | 牡5  | 北沢伸也                   | 松永幹夫                   | JRA栗東 |
| 12月20日                   | 中山競馬場                 | 障害芝4100m                | レッドキングダム   | 牡5  | （株）東京ホースレーシング | （株）東京ホースレーシング | 4:41.0  |

### 地方競馬・ダートグレード競走（GI・JpnI）
| 競走名                               | 競走名                               | 競走名                               | 優勝馬             | 性齢 | 騎手                                 | 調教師                               | 所属                     |
| 月日                                 | 競馬場                               | 距離                                 | 優勝馬             | 性齢 | 馬主                                 | 馬主                                 | タイム                   |
| ------------------------------------ | ------------------------------------ | ------------------------------------ | ------------------ | ---- | ------------------------------------ | ------------------------------------ | ------------------------ |
| 第63回川崎記念                       | 第63回川崎記念                       | 第63回川崎記念                       | ホッコータルマエ   | 牡5  | 幸英明                               | 西浦勝一                             | JRA栗東                  |
| 1月29日                              | 川崎競馬場                           | 2100m                                | ホッコータルマエ   | 牡5  | 矢部道晃                             | 矢部道晃                             | 2:13.8                   |
| 第26回かしわ記念                     | 第26回かしわ記念                     | 第26回かしわ記念                     | コパノリッキー     | 牡4  | 田辺裕信                             | 村山明                               | JRA栗東                  |
| 5月5日                               | 船橋競馬場                           | 1600m                                | コパノリッキー     | 牡4  | 小林祥晃                             | 小林祥晃                             | 1:39.2                   |
| 第37回帝王賞                         | 第37回帝王賞                         | 第37回帝王賞                         | ワンダーアキュート | 牡8  | 武豊                                 | 佐藤正雄                             | JRA栗東                  |
| 6月25日                              | 大井競馬場                           | 2000m                                | ワンダーアキュート | 牡8  | 山本信行                             | 山本信行                             | 2:03.5                   |
| 第16回ジャパンダートダービー         | 第16回ジャパンダートダービー         | 第16回ジャパンダートダービー         | カゼノコ           | 牡3  | 秋山真一郎                           | 野中賢二                             | JRA栗東                  |
| 7月9日                               | 大井競馬場                           | 2000m                                | カゼノコ           | 牡3  | 橳嶋孝司                             | 橳嶋孝司                             | 2:03.9                   |
| 第27回マイルチャンピオンシップ南部杯 | 第27回マイルチャンピオンシップ南部杯 | 第27回マイルチャンピオンシップ南部杯 | ベストウォーリア   | 牡4  | 戸崎圭太                             | 石坂正                               | JRA栗東                  |
| 10月13日                             | 盛岡競馬場                           | 1600m                                | ベストウォーリア   | 牡4  | 馬場幸夫                             | 馬場幸夫                             | 1:35.9                   |
| 第4回JBCレディスクラシック           | 第4回JBCレディスクラシック           | 第4回JBCレディスクラシック           | サンビスタ         | 牝5  | 岩田康誠                             | 角居勝彦                             | JRA栗東                  |
| 11月3日                              | 盛岡競馬場                           | 1800m                                | サンビスタ         | 牝5  | （株）ヒダカ・ブリーダーズ・ユニオン | （株）ヒダカ・ブリーダーズ・ユニオン | 1:49.3（コースレコード） |
| 第14回JBCスプリント                  | 第14回JBCスプリント                  | 第14回JBCスプリント                  | ドリームバレンチノ | 牡7  | 岩田康誠                             | 加用正                               | JRA栗東                  |
| 11月3日                              | 盛岡競馬場                           | 1200m                                | ドリームバレンチノ | 牡7  | セゾンレースホース（株）             | セゾンレースホース（株）             | 1:09.0                   |
| 第14回JBCクラシック                  | 第14回JBCクラシック                  | 第14回JBCクラシック                  | コパノリッキー     | 牡4  | 田辺裕信                             | 村山明                               | JRA栗東                  |
| 11月3日                              | 盛岡競馬場                           | 2000m                                | コパノリッキー     | 牡4  | 小林祥晃                             | 小林祥晃                             | 2:00.8（コースレコード） |
| 第65回全日本2歳優駿                  | 第65回全日本2歳優駿                  | 第65回全日本2歳優駿                  | ディアドムス       | 牡2  | 三浦皇成                             | 高橋裕                               | JRA美浦                  |
| 12月17日                             | 川崎競馬場                           | 1600m                                | ディアドムス       | 牡2  | ディアレスト                         | ディアレスト                         | 1:45.3                   |
| 第60回東京大賞典                     | 第60回東京大賞典                     | 第60回東京大賞典                     | ホッコータルマエ   | 牡5  | 幸英明                               | 西浦勝一                             | JRA栗東                  |
| 12月29日                             | 大井競馬場                           | 2000m                                | ホッコータルマエ   | 牡5  | 矢部道晃                             | 矢部道晃                             | 2:03.0                   |

### ばんえい競馬（BG1）
| 競走名                   | 競走名                   | 競走名                   | 優勝馬             | 性齢 | 騎手           | 調教師         | タイム ばんえい重量 |
| 月日                     | 競馬場                   | 距離                     | 優勝馬             | 性齢 | 馬主           | 馬主           | タイム ばんえい重量 |
| ------------------------ | ------------------------ | ------------------------ | ------------------ | ---- | -------------- | -------------- | ------------------- |
| 第36回帯広記念           | 第36回帯広記念           | 第36回帯広記念           | ホリセンショウ     | 牡9  | 島津新         | 岩本利春       | 2:34.2 890kg        |
| 1月2日                   | 帯広競馬場               | 200m                     | ホリセンショウ     | 牡9  | 田山克廣       | 田山克廣       | 2:34.2 890kg        |
| 第7回天馬賞              | 第7回天馬賞              | 第7回天馬賞              | ホクショウユウキ   | 牡5  | 松田道明       | 岡田定一       | 1:46.7 760kg        |
| 1月3日                   | 帯広競馬場               | 200m                     | ホクショウユウキ   | 牡5  | 井内昭夫       | 井内昭夫       | 1:46.7 760kg        |
| 第45回イレネー記念       | 第45回イレネー記念       | 第45回イレネー記念       | ホクショウマサル   | 牡3  | 阿部武臣       | 坂本東一       | 1:54.8 690kg        |
| 3月9日                   | 帯広競馬場               | 200m                     | ホクショウマサル   | 牡3  | 井内昭夫       | 井内昭夫       | 1:54.8 690kg        |
| 第46回ばんえい記念       | 第46回ばんえい記念       | 第46回ばんえい記念       | インフィニティー   | 牡8  | 浅田達矢       | 金田勇         | 4:13.2 1000kg       |
| 3月23日                  | 帯広競馬場               | 200m                     | インフィニティー   | 牡8  | 駒井鉄雄       | 駒井鉄雄       | 4:13.2 1000kg       |
| 第26回ばんえいグランプリ | 第26回ばんえいグランプリ | 第26回ばんえいグランプリ | フジダイビクトリー | 牡6  | 西謙一         | 皆川公二       | 1:54.7 810kg        |
| 8月10日                  | 帯広競馬場               | 200m                     | フジダイビクトリー | 牡6  | （株）三上建設 | （株）三上建設 | 1:54.7 810kg        |
| 第39回ばんえいオークス   | 第39回ばんえいオークス   | 第39回ばんえいオークス   | キサラキク         | 牝3  | 鈴木恵介       | 金田勇         | 1:38.2 660kg        |
| 11月30日                 | 帯広競馬場               | 200m                     | キサラキク         | 牝3  | 青山修         | 青山修         | 1:38.2 660kg        |
| 第43回ばんえいダービー   | 第43回ばんえいダービー   | 第43回ばんえいダービー   | ホクショウマサル   | 牡3  | 阿部武臣       | 坂本東一       | 1:44.6 730kg        |
| 12月21日                 | 帯広競馬場               | 200m                     | ホクショウマサル   | 牡3  | 井内昭夫       | 井内昭夫       | 1:44.6 730kg        |

### 騎手招待・交流競走
- 第28回全日本新人王争覇戦（1月15日、高知競馬場） 総合優勝：鴨宮祥行（兵庫）[387]
- UFOKK（浦和・船橋・大井・川崎・高知）ジョッキーズ競走（高知競馬場）
  - 第5回（1月25日） 総合優勝：秋元耕成（浦和）[388]
  - 第6回（10月4日） 総合優勝：永森大智（高知）[389]
- 第12回佐々木竹見カップ ジョッキーズグランプリ（1月28日、川崎競馬場） 総合優勝：繁田健一（浦和）[390]
- なでしこチャレンジカップ（3月2日、佐賀競馬場） 総合優勝：岩永千明（佐賀）[391]
- 東西対抗ジョッキー名人戦（3月26日、名古屋競馬場） 総合優勝：東軍（横山典弘、小林俊彦、的場文男、内田利雄、桑野等、向山牧）[392]
- COMEHOME九州 里帰りジョッキーズカップ（7月20日、佐賀競馬場） 総合優勝：吉田順治（佐賀）[393]
- スーパージョッキーズトライアル（SJT）2014
  - ワイルドカード（9月20日、佐賀競馬場） 本戦出場権獲得：鮫島克也（佐賀）、吉原寛人（金沢）[394]
  - 本戦（第1ステージ：10月6日・盛岡競馬場、第2ステージ：10月23日・名古屋競馬場） 総合優勝：赤岡修次（高知）[395]
- 第28回ワールドスーパージョッキーズシリーズ（11月29日・30日、東京競馬場） 総合優勝：浜中俊（JRA栗東）[396]
- 第23回ゴールデンジョッキーカップ（12月11日、園田競馬場） 総合優勝：山口勲（佐賀）[397]

## 表彰

### 平成26年度JRA顕彰馬・顕彰者
2014年4月22日発表。
- 顕彰馬 - エルコンドルパサー[398]
- 顕彰者[399]
  - 調教師 - 伊藤雄二、松山康久
  - 騎手 - 岡部幸雄、河内洋、郷原洋行、柴田政人

### JRA賞
競走馬部門及び馬事文化賞は2015年1月6日に、また調教師及び騎手部門は2015年1月2日に発表。
競走馬部門
- 年度代表馬・最優秀4歳以上牝馬：ジェンティルドンナ（牝5歳、栗東・石坂正厩舎）
- 最優秀2歳牡馬：ダノンプラチナ（牡2歳、美浦・国枝栄厩舎）
- 最優秀2歳牝馬：ショウナンアデラ（牝2歳、美浦・二ノ宮敬宇厩舎）
- 最優秀3歳牡馬：イスラボニータ（牡3歳、美浦・栗田博憲厩舎）
- 最優秀3歳牝馬：ハープスター（牝3歳、栗東・松田博資厩舎）
- 最優秀4歳以上牡馬：ジャスタウェイ（牡5歳、栗東・須貝尚介厩舎）
- 最優秀短距離馬：スノードラゴン（牡6歳、美浦・高木登厩舎）
- 最優秀ダートホース：ホッコータルマエ（牡5歳、栗東・西浦勝一厩舎）
- 最優秀障害馬：アポロマーベリック（牡5歳、美浦・堀井雅広厩舎）

調教師及び騎手部門
- 最多勝利調教師：矢作芳人（栗東）
- 最高勝率調教師：藤沢和雄（美浦）
- 最多獲得賞金調教師・優秀技術調教師：角居勝彦（栗東）
- MVJ・最多勝利騎手：戸崎圭太（美浦）
- 最高勝率騎手：川田将雅（栗東）
- 最多賞金獲得騎手：岩田康誠（栗東）
- 最多勝利障害騎手：北沢伸也（栗東） ※対象は10勝以上
- 最多勝利新人騎手：松若風馬（栗東） ※対象は30勝以上

JRA賞馬事文化賞
- 受賞作：『黄金の旅路　人智を超えた馬・ステイゴールドの物語』
- 受賞者：石田敏徳（フリーライター）

### NARグランプリ
2015年1月13日発表。
表彰馬
- 年度代表馬・4歳以上最優秀牡馬：サミットストーン（牡6歳、船橋・矢野義幸厩舎）
- 2歳最優秀牡馬：ジャジャウマナラシ（浦和・小久保智厩舎）
- 2歳最優秀牝馬：ララベル（大井・荒山勝徳厩舎）
- 3歳最優秀牡馬：ハッピースプリント（大井・森下淳平厩舎）
- 3歳最優秀牝馬：トーコーニーケ（兵庫・吉行龍穂厩舎）
- 4歳以上最優秀牝馬：ピッチシフター（牝4歳、愛知・川西毅厩舎）
- ばんえい最優秀馬：インフィニティー（牡8歳、金田勇厩舎）
- 最優秀短距離馬：サトノタイガー（牡6歳、浦和・小久保智厩舎）
- 最優秀ターフ馬：プレイアンドリアル（牡3歳、川崎・河津裕昭厩舎）
- ダートグレード競走特別賞：ホッコータルマエ（牡5歳、JRA・西浦勝一厩舎）
- 特別表彰馬：ライデンリーダー・アジュディケーティング

表彰者
- 最優秀勝利回数調教師賞：雑賀正光（高知）
- 最優秀賞金収得調教師賞：小久保智（浦和）
- 最優秀勝率調教師賞：川西毅（愛知）
- 殊勲調教師賞：該当者なし
- 最優秀勝利回数騎手賞：田中学（兵庫）
- 最優秀賞金収得騎手賞：御神本訓史（大井）
- 最優秀勝率騎手賞：山口勲（佐賀）
- 殊勲騎手賞：倉兼育康（高知）
- 優秀新人騎手賞：石川倭（北海道）
- 優秀女性騎手賞：岩永千明（佐賀）
- ベストフェアプレイ賞：木村健（兵庫）
- 特別賞
  - 大河原和雄（騎手、ばんえい）
  - 木村健（騎手、兵庫）
  - 向山牧（騎手、笠松）
  - 川島正行（元調教師、船橋）
  - 吉田勝彦（園田・姫路競馬実況アナウンサー）

### 平成26年度北海道競馬記者クラブ表彰・北海道地方競馬優秀賞
2015年1月27日発表。
競走馬・騎手・調教師に係るもののみ掲載。
- 道新スポーツ「年度代表馬賞」
  - 2歳 - オヤコダカ（原孝明厩舎）[406]
  - 3歳以上 - ウルトラカイザー（林和弘厩舎）[406]
- 平成26年度北海道競馬記者クラブ賞 - 原孝明（調教師）・宮崎光行（騎手）[406]
- スポーツニッポン「最優秀新人騎手賞」 - 水野翔[406]
- 報知新聞「リーディングトレーナー賞」 - 原孝明[406]
- 日刊スポーツ「リーディングジョッキー賞」 - 岩橋勇二（第1位）・宮崎光行（第2位）・桑村真明（第3位）[406]
- 平成26年度北海道地方競馬優秀賞
  - 優秀調教師賞
    - 勝利度数 - 原孝明（第1位）・田中淳司（第2位）・角川秀樹（第3位）[406]
    - 勝率 - 田中淳司（第1位）・角川秀樹（第2位）・原孝明（第3位）[406]

  - 優秀騎手賞
    - 勝利度数 - 岩橋勇二（第1位）・宮崎光行（第2位）・桑村真明（第3位）[406]
    - 勝率 - 宮崎光行（第1位）・岩橋勇二（第2位）・服部茂史（第3位）[406]

  - 優秀新人騎手賞 - 水野翔[406]

### 2014 IWATE KEIBA AWARDS
2015年2月3日発表。
- 年度代表馬・4歳以上最優秀馬：ナムラタイタン（水沢・村上昌幸厩舎）
- 2歳最優秀馬：ロールボヌール（水沢・千葉幸喜厩舎）
- 3歳最優秀馬：ライズライン（水沢・千葉幸喜厩舎）
- 最優秀ターフホース：シルクアーネスト（水沢・村上昌幸厩舎）
- 最優秀牝馬：コウギョウデジタル（水沢・菅原右吉厩舎）
- 馬事文化賞：一般社団法人遠野市畜産振興公社

### 平成26年南関東4競馬優秀騎手及び功労調教師・騎手
2015年2月2日発表。
- 最優秀騎手賞 - 森泰斗（船橋）
- 優秀騎手賞 - 御神本訓史（大井）、真島大輔（大井）、的場文男（大井）、左海誠二（船橋）
- 最優秀新人騎手賞 - 張田昂（船橋）
- 功労調教師賞 - 渡邊薫（船橋）、鹿沼良和（浦和）、久保與造（大井）、佐藤健二（川崎）
- 功労騎手賞 - 石崎駿（船橋）、吉留孝司（浦和）、本村直樹（大井）、町田直希（川崎）

### TCK大賞
2015年2月25日発表。調教師・騎手・厩務員の部は、調教師と騎手のみ記載する。
- 競走馬の部
  - TCK大賞（最優秀賞） - ハッピースプリント（牡3歳、森下淳平厩舎）
  - TCKホープ賞 - ララベル（牝2歳、荒山勝徳厩舎）・スマイルピース（牡3歳、佐野謙二厩舎）
  - TCKグロリアス賞 - ユーロビート（せん5歳、渡邉和雄厩舎）
  - TCKスプリンター賞 - セイントメモリー（牡7歳、月岡健二厩舎）
  - TCKミストレス賞 - レッドクラウディア（牝5歳、荒山勝徳厩舎）
  - 特別賞 - 該当馬なし
- 調教師・騎手・厩務員の部
  - 調教師の部
    - 最優秀調教師賞 - 森下淳平
    - 優秀調教師賞 - 荒山勝徳・藤田輝信
    - 調教技術賞 - 蛯名雄太
    - 調教奨励賞 - 的場直之
    - 特別賞 - 高橋三郎・月岡健二

  - 騎手の部
    - 最優秀騎手賞 - 該当なし
    - 優秀騎手賞 - 真島大輔・矢野貴之
    - 騎乗技術賞 - 楢﨑功祐・的場文男
    - 新人騎手賞 - 瀬川将輝・西啓太
    - フェアプレー賞 - 柏木健宏
    - 特別賞 - 該当なし

### 平成26年岐阜県地方競馬組合表彰
2015年2月18日発表。
- 2歳最優秀馬 - ティープリーズ（牝、笹野博司厩舎）
- 騎手 - 吉井友彦、向山牧
- 調教師特別表彰 - 柳江仁

### 平成26年厩舎関係者表彰（兵庫）
2015年1月20日発表。
- 騎手
  - リーディングジョッキー賞 - 田中学（田中道夫厩舎）
  - 優秀騎手賞 - 木村健（西川精治厩舎）、川原正一（住吉朝男厩舎）
  - フェアプレー賞 - 木村健
  - 新人騎手賞 - 該当者なし
- 調教師
  - リーディングトレーナー賞 - 田中範雄
  - 優秀調教師賞 - 田中道夫、新子雅司
  - 優秀出走率調教師賞 - 薮田辰己

### 平成26年佐賀県競馬組合表彰
2015年2月5日発表。
- 騎手（勝率） - 山口勲（第1位）、鮫島克也（第2位）、真島正徳（第3位）
  - 最多勝騎手賞 - 山口勲（勝利数・勝率ともに1位のため優秀賞として表彰）
- 調教師（勝率） - 山田義人（第1位）、土井道隆（第2位）、古賀光範（第3位）
  - 最多勝調教師賞 - 東眞市

### その他、競馬関係者に対する表彰
- 第47回日本プロスポーツ大賞[413]
  - 功労賞：木村健（兵庫）
  - 新人賞：笹川翼（大井）

## 新規免許取得者
騎手・調教師のみ記載。
地方競馬からJRAへ移籍した者、引退（または免許返上）後に再取得した者は除く。
地方競馬は年度単位（4月 - 翌年3月）となっているが、免許日を基準に記載する。
記載は氏名（所属地、免許日）の順。

### 騎手
- 石川裕紀人（JRA美浦、3月1日）[75]
- 井上敏樹（JRA美浦、3月1日）[75]
- 木幡初也（JRA美浦、3月1日）[75]
- 小崎綾也（JRA栗東、3月1日）[75]
- 松若風馬（JRA栗東、3月1日）[75]
- 義英真（JRA栗東、3月1日）[75]
- 水野翔（北海道、3月31日）[414]
- 鈴木麻優（岩手、3月31日）[414]
- 塚本弘隆（船橋、3月31日）[414]
- 瀬川将輝（大井、3月31日）[414]
- 高橋昭平（大井、3月31日）[414]
- 西啓太（大井、3月31日）[414]
- 中島龍也（金沢、3月21日）[414]
- 藤田玄己（笠松、3月31日）[414]
- 深見勇也（愛知、3月31日）[414]
- 村上弘樹（愛知、3月31日）[414]
- 八木直也（愛知、3月31日）[414]
- 妹尾浩一朗（高知、3月31日）[414]
- 仲野光馬（船橋、6月1日）[415]

### 調教師
- 川島洋人（北海道、1月1日）[416]
- 山口竜一（北海道、1月1日）[416]
- 奥村武（JRA美浦、3月1日）[417]
- 武井亮（JRA美浦、3月1日）[417]
- 池添学（JRA栗東、3月1日）[417]
- 奥村豊（JRA栗東、3月1日）[417]
- 西村真幸（JRA栗東、3月1日）[417]
- 松下武士（JRA栗東、3月1日）[417]
- 長谷川忍（浦和、3月31日）[414]
- 藤原智行（浦和、3月31日）[414]
- 目迫大輔（高知、3月31日）[414]
- 小国博行（北海道、6月1日）[415]
- 佐藤裕太（船橋、6月1日）[415]
- 中道啓二（大井、6月1日）[415]
- 山崎裕也（川崎、6月1日）[415]
- 玉垣光章（兵庫、9月29日）[418]
- 渡瀬寛彰（兵庫、9月29日）[418]
- 坂本和也（兵庫、9月29日）[418]

## 通算勝利数の記録
地方競馬（ばんえいを除く）は「地方通算」のものと「中央・地方通算」があるが、それぞれ出典に拠った。
同一人物が複数の記録を達成した場合は原則として最後に記録されたものを記載するが、地方競馬から中央競馬へ移籍した騎手でそれぞれに記載可能な記録が発生した場合はこの限りでない。
記載は氏名（達成地、達成日）の順。

### 騎手
初勝利
横川尚央（大井、2月27日）
義英真（JRA阪神、3月2日）
松若風馬（JRA小倉、3月2日）
エドワード・ペドロサ（JRA中京、3月15日） ※JRA初勝利
木幡初也（JRA中山、3月15日）
妹尾浩一朗（高知、4月5日） ※初騎乗で達成
中島龍也（金沢、4月8日）
井上敏樹（JRA中山、4月13日）
村上弘樹（名古屋、4月14日）
小崎綾也（JRA阪神、4月19日）
深見勇也（名古屋、5月2日）
水野翔（門別、5月5日）
西啓太（大井、5月13日）
鈴木麻優（盛岡、5月19日）
藤田玄己（笠松、5月29日）
石川裕紀人（JRA東京、6月1日）
西谷泰宏（盛岡、6月9日） ※日本初勝利
八木直也（名古屋、6月9日）
仲野光馬（船橋、6月18日）
瀬川将輝（大井、6月24日）
ナッシュ・ローウィラー（JRA函館、7月6日） ※JRA初勝利
マリオ・エスポジート（JRA福島、7月19日） ※JRA初勝利
ジョルジュ・ベロヴィッチ（JRA阪神、9月13日） ※JRA初勝利
塚本弘隆（高知、10月12日）
ピエールシャルル・ブドー（JRA京都、11月1日） ※JRA初勝利
100勝
田野豊三（園田、2月4日）
友森翔太郎（名古屋、2月17日）
北沢伸也（JRA中山、3月8日） ※障害競走通算
菱田裕二（JRA福島、4月27日）
中野省吾（大井、6月6日）
菅原辰徳（盛岡、6月7日）
西森将司（高知、6月15日）
小杉亮（船橋、6月18日）
荻野琢真（JRA函館、6月22日）
増田充宏（大井、7月9日）
川島拓（佐賀、8月3日）
渡来心路（ばんえい帯広、12月13日）
200勝
石本純也（高知、2月23日）
島崎和也（笠松、4月22日）
小林靖幸（門別、7月9日）
脇田創（浦和、12月23日）
300勝
山田祥雄（名古屋、3月5日）
湯前良人（笠松、4月9日）
戸崎圭太（JRA阪神、9月21日） ※JRA通算
岩永千明（佐賀、12月20日）
400勝
石橋脩（JRA中山、1月18日）
田辺裕信（JRA中山、1月26日）
松井伸也（門別、7月30日）
北村友一（JRA小倉、8月24日）
高橋悠里（水沢、11月22日）
500勝
佐藤博紀（浦和、4月29日）
本橋孝太（川崎、6月9日）
柏木健宏（大井、8月15日）
菅原俊吏（盛岡、10月25日）
岩橋勇二（門別、11月4日）
田中純（佐賀、11月24日）
吉井友彦（笠松、12月30日）
600勝
畑中信司（高知、2月9日）
南郷家全（高知、3月1日）
筒井勇介（笠松、6月20日）
浜中俊（JRA阪神、6月29日）
桑村真明（門別、8月26日）
町田直希（川崎、9月9日）
山本政聡（水沢、11月30日）
今井貴大（笠松、12月15日）
700勝
勝浦正樹（JRA小倉、2月9日）
柿原翔（名古屋、2月21日）
小牧太（JRA東京、2月24日）
佐原秀泰（高知、8月23日）
齋藤雄一（水沢、9月14日）
山本聡哉（盛岡、9月27日）
800勝
内田博幸（JRA中山、3月9日）
江田照男（JRA中山、4月19日）
秋山真一郎（JRA阪神、4月20日）
永森大智（高知、7月27日）
岡田大（浦和、8月1日）
池田敏樹（笠松、10月15日）
川田将雅（JRA京都、11月24日）
山崎誠士（船橋、12月2日）
900勝
和田竜二（JRA小倉、8月3日）
佐藤友則（笠松、10月31日）
1000勝
高木健（笠松、2月26日）
北村宏司（JRA中山、3月1日）
繁田健一（大井、5月14日）
工藤篤（ばんえい帯広、12月8日）
楢崎功祐（浦和、12月11日）
1100勝
大畑雅章（名古屋、11月19日）
尾島徹（笠松、12月15日）
1200勝
金子正彦（川崎、4月18日）
岩田康誠（JRA阪神、12月27日）
1300勝
大口泰史（ばんえい帯広、3月1日）
服部茂史（門別、8月14日）
1500勝
下原理（園田、2月4日）
左海誠二（大井、8月12日）
1600勝
吉原寛人（大井、1月23日）
1700勝
宮崎光行（門別、6月12日）
井上俊彦（門別、10月29日）
酒井忍（浦和、11月17日）
福永祐一（JRA東京、11月24日）
1800勝
山本正彦（ばんえい帯広、1月12日）
五十嵐冬樹（門別、6月19日）
丸野勝虎（笠松、11月13日）
関本淳（水沢、12月29日）
1900勝
藤田伸二（JRA阪神、12月14日）
2000勝
真島正徳（佐賀、8月31日）
2200勝
兒島真二（佐賀、11月22日）
2300勝
戸部尚実（名古屋、6月12日）
東川公則（笠松、6月19日）
蛯名正義（JRA東京、11月30日）
2400勝
中西達也（高知、9月23日）
村上忍（水沢、12月1日）
2500勝
横山典弘（JRA東京、10月11日）
2600勝
赤岡修次（高知、6月15日）
西川敏弘（高知、6月29日）
2800勝
岡部誠（名古屋、5月21日）
安部幸夫（名古屋、6月12日）
3000勝
大河原和雄（ばんえい帯広、2月3日）
木村健（園田、10月15日）
向山牧（笠松、10月30日）
3500勝
藤本匠（ばんえい帯広、1月1日）
3600勝
武豊（JRA中京、1月26日）
4500勝
川原正一（園田、4月2日）

### 調教師
初勝利
武井亮（JRA中山、3月16日）
稲益貴弘（船橋、3月20日）
奥村武（JRA中京、3月21日）
飯田祐史（JRA阪神、4月5日）
高橋康之（JRA中山、4月12日）
石橋守（JRA阪神、4月13日）
川島洋人（門別、4月24日）
中内田充正（JRA福島、4月26日）
森田直行（JRA阪神、6月14日）
山口竜一（門別、7月9日）
藤原智行（浦和、8月1日）
長谷川忍（大井、8月15日）
山崎裕也（川崎、11月3日）
佐藤裕太（船橋、12月5日）
100勝
岡島玉一（門別、4月29日）
笹野博司（笠松、5月30日）
矢野英一（JRA東京、6月14日）
庄野靖志（JRA函館、7月19日）
中川公成（JRA札幌、8月23日）
千葉津代士（門別、9月10日）
酒井一則（浦和、12月12日）
武市康男（JRA中京、12月13日）
関本浩司（水沢、12月22日）
200勝
安達昭夫（JRA京都、2月8日）
石井勝男（船橋、3月17日）
竹之下昭憲（名古屋、5月5日）
湯窪幸雄（JRA阪神、6月21日）
井上弘（大井、6月27日）
山田正実（川崎、7月23日）
河内洋（JRA小倉、8月17日）
飯田雄三（JRA阪神、9月14日）
佐藤健二（浦和、10月8日）
川島正一（船橋、12月1日）
300勝
西弘美（ばんえい帯広、2月10日）
西浦勝一（JRA阪神、3月8日）
友道康夫（JRA中京、3月29日）
大久保龍志（JRA阪神、4月12日）
安池成実（川崎、4月14日）
藤岡健一（JRA札幌、7月26日）
土田稔（JRA福島、7月27日）
横山保（浦和、8月5日）
高岩孝敏（大井、8月29日）
相沢郁（JRA中山、12月14日）
田邊陽一（川崎、12月16日）
城地俊光（水沢、12月31日）
400勝
池江泰寿（JRA阪神、4月12日） ※現役調教師最速記録で達成
西園正都（JRA阪神、6月22日）
小西一男（JRA新潟、8月2日）
松本隆宏（門別、8月6日）
鮫島一歩（JRA京都、11月30日）
山越光（浦和、12月12日）
500勝
松代眞（船橋、2月14日）
林正人（船橋、2月14日）
長浜博之（JRA中京、3月30日）
岩本洋（川崎、4月17日）
赤嶺本浩（大井、6月26日）
高月賢一（川崎、7月1日）
角居勝彦（JRA函館、7月5日）
村上正和（門別、7月15日）
坂口義幸（名古屋、8月22日）
宗像義忠（JRA新潟、9月6日）
田中淳司（門別、9月23日）
小野幸治（JRA阪神、9月28日）
佐々木仁（川崎、10月13日）
三野宮通（水沢、12月14日）
600勝
二ノ宮敬宇（JRA東京、2月2日）
池田孝（川崎、4月16日）
林和弘（門別、8月5日）
音無秀孝（JRA新潟、8月9日）
小久保智（浦和、9月12日）
森秀行（JRA東京、10月19日）
矢野義幸（船橋、10月31日）
佐藤浩一（水沢、12月31日）
700勝
岩本利春（ばんえい帯広、1月25日）
佐藤賢二（船橋、7月21日）
新田守（水沢、12月13日）
800勝
角川秀樹（門別、8月7日）
900勝
栗田和昌（名古屋、9月10日）
1000勝
松山康久（JRA中山、1月26日）
菅原右吉（盛岡、5月17日）
今津勝之（名古屋、6月26日）
川西毅（名古屋、9月10日）
1100勝
若松平（門別、10月23日）
1200勝
原孝明（門別、8月6日）
村上実（水沢、12月22日）
1300勝
桑原義光（門別、11月13日）
1500勝
岡田定一（ばんえい帯広、1月3日）
小西重征（水沢、1月12日）
1900勝
錦見勇夫（名古屋、7月11日）
2400勝
角田輝也（名古屋、11月5日）
2500勝
松木啓助（高知、3月1日）

## 誕生
この年に生まれた競走馬は2017年のクラシック世代となる。

### 競走馬
- 1月12日 - セダブリランテス[610]
- 1月13日 - サングレーザー[611]
- 1月14日 - アドマイヤミヤビ[612]
- 1月18日 - リスグラシュー[613]
- 2月5日 - レイデオロ[614]
- 2月7日 - ジェニアル[615]、アメリカズカップ[616]
- 2月8日 - モンドキャンノ[617]
- 2月10日 - ラーゴブルー[618]、タガノディグオ[619]
- 2月13日 - ソウルスターリング[620]
- 2月15日 - エアウィンザー[621]
- 2月17日 - スティッフェリオ[622]
- 2月21日 - ミスパンテール[623]
- 2月24日 - リエノテソーロ[624]、ヨシダ[625]
- 2月25日 - サトノアレス[626]、ダイワキャグニー[627]
- 2月26日 - ミッキースワロー[628]、テリトーリアル[629]
- 2月27日 - モズカッチャン[630]、ライジングリーズン[631]、コウソクストレート[632]
- 2月28日 - ヴゼットジョリー[633]、ベストアクター[634]
- 3月1日 - サトノアーサー[635]
- 3月3日 - ダンビュライト[636]
- 3月8日 - アイアンテーラー[637]
- 3月9日 - サンライズソア[638]
- 3月10日 - スワーヴリチャード[639]、クリンチャー[640]、ファンディーナ[641]、ローズプリンスダム[642]
- 3月11日 - ペルシアンナイト[643]
- 3月13日 - サトノクロニクル[644]
- 3月15日 - サブノジュニア[645]
- 3月18日 - マテラスカイ[646]、ラビットラン[647]
- 3月20日 - アナザートゥルース[648]
- 3月21日 - ジューヌエコール[649]
- 3月22日 - エピカリス[650]
- 3月23日 - アドミラブル[651]、レヴァンテライオン[652]、モズアトラクション[653]
- 3月25日 - ファッショニスタ[654]
- 3月28日 - クイーンマンボ[655]、ディオスコリダー[656]、スペルマロン[657]
- 3月29日 - トラスト[658]
- 3月30日 - ヒガシウィルウィン[659]、カデナ[660]
- 3月31日 - モズアスコット[661]、ミッシングリンク[662]
- 4月1日 - マイスタイル[663]
- 4月2日 - ブレスジャーニー[664]
- 4月4日 - ディアドラ[665]
- 4月5日 - ヤマニンアンプリメ[666]
- 4月7日 - ミスエルテ[667]
- 4月8日 - インティ[668]
- 4月9日 - サンライズノヴァ[669]
- 4月11日 - サクセスエナジー[670]
- 4月13日 - ムイトオブリガード[671]、シングンマイケル[672]、デアレガーロ[673]
- 4月14日 - クレッシェンドラヴ[674]
- 4月20日 - カワキタエンカ[675]
- 4月21日 - トリオンフ[676]
- 4月22日 - キョウヘイ[677]
- 4月23日 -コマノインパルス[678]
- 4月24日 - レーヌミノル[679]
- 4月29日 - カラクレナイ[680]
- 5月1日 - アルアイン[681]、アンジュデジール[682]、 フィールドセンス[683]
- 5月3日 - アンデスクイーン[684]、サルサディオーネ[685]
- 5月10日 - サヴィ[686]
- 5月12日 - ウインブライト[687]
- 5月13日 - キセキ[688]
- 5月16日 - ハイランドピーク[689]
- 5月17日 - アエロリット[690]
- 5月19日 - プラチナムバレット[691]
- 5月24日 - グランドボヌール[692]
- 8月21日 - フィアーノロマーノ[693]

## 死亡

### 競走馬・繁殖馬・功労馬
- 1月22日 - アフリート[694]
- 1月29日 - ダイヤモンドビコー[695]
- 1月30日 - サクラチトセオー[696]
- 2月5日 - コパノフウジン[697]
- 2月8日 - エーシンウェズン[698]
- 2月28日 - タケノベルベット[699]
- 3月15日 - ユキノローズ[700]
- 3月19日 - ローブデコルテ[701]
- 3月25日 - シノクロス[702]
- 3月28日 - ヤエノムテキ[703]
- 4月2日 - ライデンリーダー[704]
- 4月9日 - ジャイアントレッカー[705]
- 4月16日 - トウカイトリック[706]
- 5月6日 - メジロダーリング[707]
- 5月12日 - ディヴァインライト[708]
- 5月21日 - ミヤギロドリゴ[709]
- 6月11日 - コディーノ[710]
- 6月15日 - コーセイ[711]
- 6月25日
  - オオエライジン[712]
  - コパノジングー[713]
- 7月7日（死亡発表） - ラムタラ[714]
- 7月8日
  - エイシンワシントン[715]
  - カミノクレッセ[716]
- 7月13日 - セイカプレスト[717]
- 8月3日 - ヴェルデグリーン[718]
- 8月4日 - クールハート[719]
- 8月5日 - ロドリゴデトリアーノ[720]
- 8月6日 - エリモシック[721]
- 8月7日 - バンブーメモリー[722]
- 8月18日
  - アキヒロホマレ[723]
  - タイキブリザード[724]
- 9月8日 - フサイチコンコルド[725]
- 9月12日 - エアメサイア[726]
- 9月14日 - サイレントハンター[727]
- 9月25日 - トーヨーレインボー[728]
- 10月3日 - クロフネサプライズ[729]
- 10月8日 - ニシキダイジン[730]
- 10月12日 - セニョールベスト[731]
- 11月4日 - アドマイヤラクティ[732]
- 11月18日 - ウインドフィールズ[733]
- 12月4日
  - ミホシンザン[734]
  - ゴールデンバージ[735]
- 12月12日 - シャコーグレイド[736]

### 人物
- 3月9日 - 加野喜一（ブルーマネジメント元代表、コスモバルクなどを生産した加野牧場代表）[737]
- 3月24日 - 髙山幸雄（札幌馬主協会顧問、冠名「リキアイ」の馬主）[737]
- 4月21日 - 永井康郎（トヨタカローラ三重相談役、冠名「メルシー」の馬主）[738]
- 9月7日 - 川島正行（千葉県競馬組合調教師、千葉県調教師会会長）[739][740][741]
- 9月21日 - 渡辺孝男（コムテックス代表取締役会長、冠名「アグネス」の馬主）[742]
- 10月1日 - 辻本誠作（ばんえい競馬調教師）[743]
- 10月24日 - 石毛善衛（日本中央競馬会元調教師、元騎手）[744]
- 11月7日 - 本多正賢（千葉県競馬組合元騎手）[745]